# 新宿高速バスターミナル

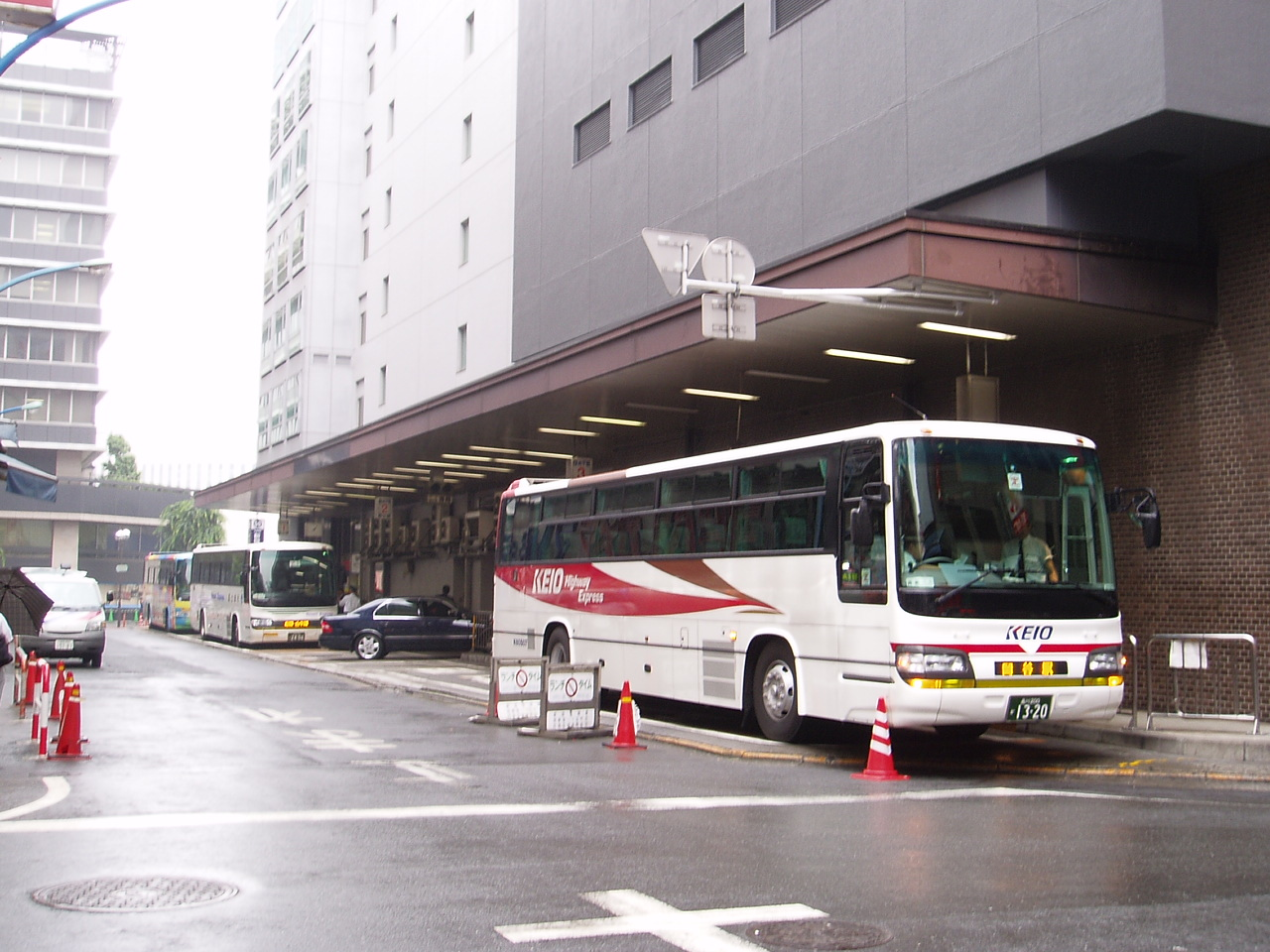
新宿高速バスターミナル全景（2006年6月21日撮影）

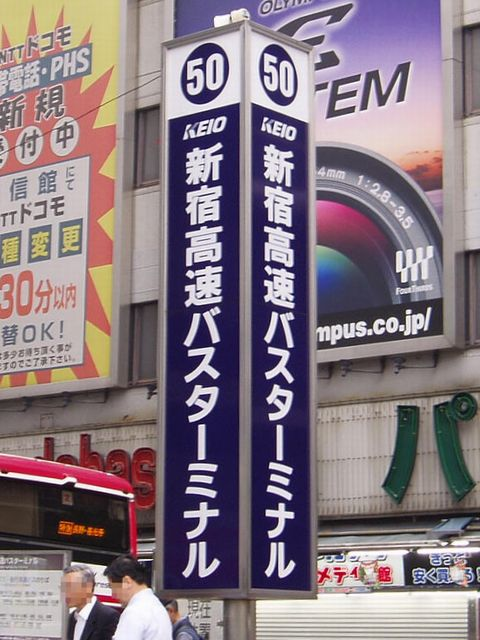
新宿高速バスターミナル前にあった乗り場番号（50番）表示（2006年6月21日撮影）
バスターミナル閉鎖後は、ヨドバシカメラの看板に転用された。

新宿高速バスターミナル（しんじゅくこうそくバスターミナル、Shinjuku Expressway Bus Terminal ）は、かつて東京都新宿区西新宿1丁目で京王電鉄バスが運営していたバスターミナルである。新宿駅西口に位置し、主に京王グループと中央高速バスなど共同運行会社の高速バスが発着していた。
1971年4月5日開業。2016年4月4日に開業したバスタ新宿へバスターミナル機能が集約されたのち、同年5月8日をもって高速バスの発着が終了し、廃止された。
京王電鉄バスの時刻表やウェブサイト「ハイウェイバスドットコム」などでは、バス停留所の名称として「新宿西口」と表記されることもあった。また正式名称ではないが、新宿駅南口にあったJRバスの「新宿駅JR高速バスターミナル」や、後に開業したバスタ新宿と区別するため「新宿西口高速バスターミナル」「京王新宿高速バスターミナル」と表記されることもあった。

## 概要

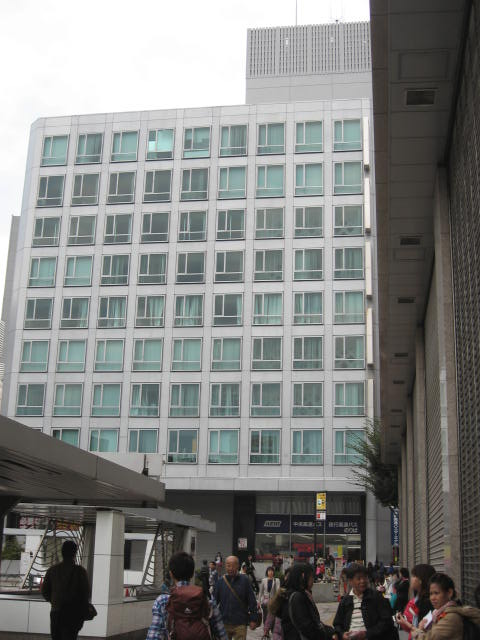
新宿高速バスターミナルが入居していたMY新宿第2ビル（2014年10月18日撮影）

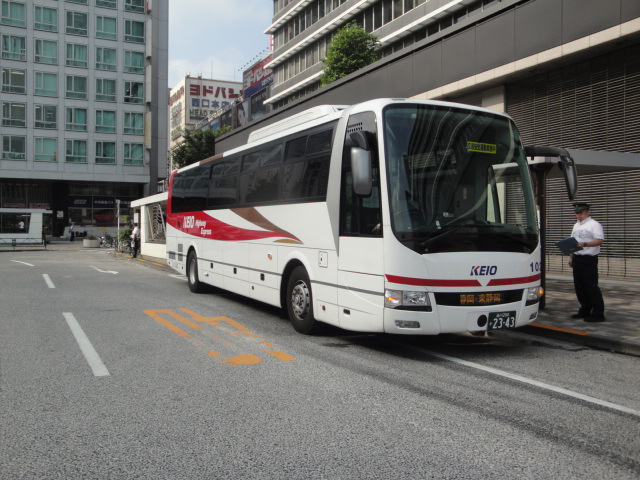
明治安田生命新宿ビル前の26番のりば（2012年7月29日撮影）

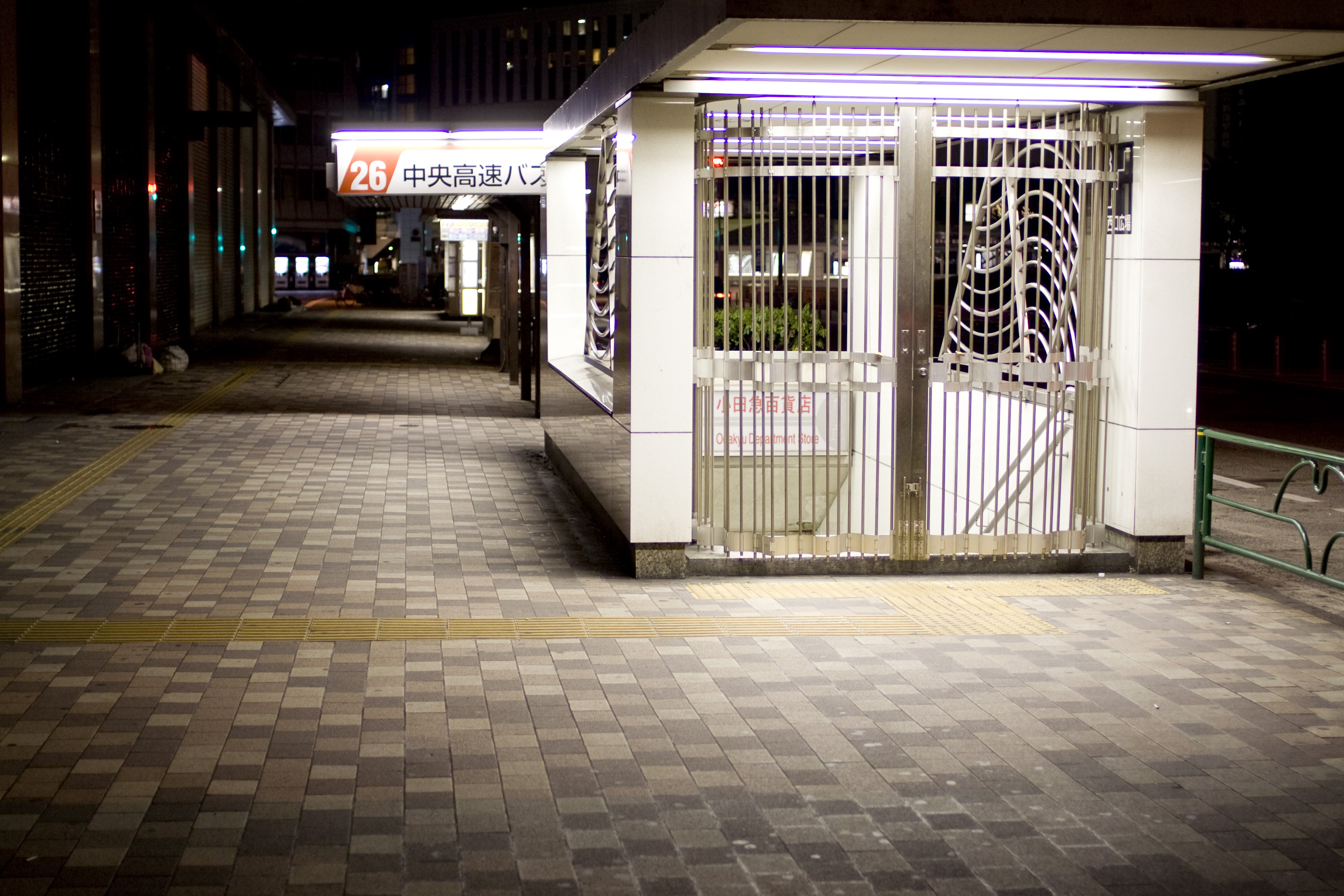
26番のりば。手前は新宿駅西口地下広場への出入口（2009年7月20日撮影）

1971年4月5日、新宿駅西口からほど近い旧安田生命第2ビル1階に開設され、同ビルはその後に何度かの改称を経て「MY新宿第二ビル」という名称となった。MY新宿第二ビルの1階と2階にバス乗車券販売窓口、地下1階にバス待合室があり、待合室には売店とトイレが設置されていた。
営業時間は、朝の5時台に1階が開場して最初の到着便を迎え、地下1階待合室は6時台から開場し、夜は最終出発便を送り出してから23時過ぎに閉場する。この間に一日あたり120便から130便（季節により変動あり、増発便を除く）という本数を捌き、狭隘なバスターミナルからは昼行便・夜行便を合わせて約10分間隔で高速バスが発着していた。利用者は平均で一日約9,000人、年間約330万人（2008年度時点）に及んだ。
京王電鉄バス（当時は京王電鉄直営）では、2000年11月からインターネット高速バスサイト「ハイウェイバスドットコム」を開設しているが、その際に1980年から当バスターミナルで使用されていた手動オンラインシステムを更新し「ハイウェイバスドットコム」と連動した新システムへ改修した。
2002年4月にはリニューアルを行い、1階の発券カウンターを改装、地下1階待合室の椅子を木製に変更した。同2002年10月には電光掲示板をプラットホームと1階・地下1階に設置。翌2003年には2階部分がオープンし、2階には前売券専用の有人発券カウンターが2つ設置された。また2階にはバリアフリーに対応した多目的トイレも設置された。1階の乗車券販売窓口では当日券を扱い、有人窓口6つと自動券売機4つが設置されていた。
売店は京王電鉄の駅売店を運営する京王リテールサービスが運営しており、そのため2007年のPASMOサービス開始以降は、駅売店と同様にPASMO・Suicaでの決済が可能となった。
当バスターミナルでは京王電鉄バスの職員が勤務しており、所長以下運行係と事務係（正社員約10人）のほか、常時約70人という多数のアルバイトを雇用していた（2008年度時点）。当バスターミナルの学生アルバイトを経てバス業界に入職した者も少なくなく、業界人を育てる役割も果たしていた。
プラットホームには自動販売機4台と公衆電話3台が設置されていた。プラットホームの大部分は「MY新宿第二ビル」にあったが、一部は隣接する「小島ビル」にまたがっていた。プラットホームが連続して見えるよう2つのビルの間の空間は塞がれており、一見して2つの建物にまたがっているとは判別しにくいような外観上の処置が施されていた。
バスターミナルといっても、狭い路地に沿ったビルの1階に2台分のバスプールがあっただけで、バスは人混みをかき分けながら慎重に発車していた。過去には3台分のバスプールがあったが、後述する「小島ビル」から「新宿101ビル」への建て替え工事により2台に減らされ、ますます狭小となった。新宿駅前で周囲にヨドバシカメラ新宿西口本店などがあり、終日人通りが多いため、アルバイトの他に警備員を配置して交通誘導を行っていた。
2010年にはヨドバシカメラが「MY新宿第二ビル」を取得。バスターミナルと同じ1階に入居していたみずほ証券新宿支店が2011年10月11日をもって移転し、跡地にはヨドバシカメラ新宿西口本店別館となる携帯電話・スマートフォン売り場などが出店した。
過去には3台分のバス乗り場を有していたが、2011年4月以降は隣接する「小島ビル」の建て替え工事に伴い1台分が減らされたため、2台ずつしか入線できなくなった。
「小島ビル」は建て替えにより、2013年5月31日に地下2階で京王モールと直結する複合商業ビル「新宿110ビル」としてオープン（事業主は日廣商事、設計施工は竹中工務店）、同日より同ビル1階・2階に新たなバス待合所が開設された。
2016年4月4日のバスタ新宿開業により、同日以降は当バスターミナルの発着路線は原則としてバスタ新宿発着に変更された。これに伴い、乗車券販売窓口は前日の4月3日に営業を終了した。
ヨドバシカメラ前50番乗り場発車の最終便は、同年4月2日23時40分発名鉄バスセンター行きの名鉄バス2254号車（名古屋200か3119）であった。当日はバス運転手への花束贈呈が行われ、バスターミナル閉鎖を惜しむバスファンが多数撮影に訪れた。　
バスタ新宿開業後も、定期便を含む全ての到着便や一部の臨時便などが新宿西口（26番・28番乗り場を含む）での発着を継続していたが、2016年5月8日22時25分発松本行きのアルピコ交通85993便（同時刻に出発するバスタ新宿発松本バスターミナル行最終5993便の増発便）の出発を最後に、45年の歴史に幕を下ろした。
2016年5月8日をもって「MY新宿第二ビル」の乗り場と隣接する「新宿110ビル」の待合室が運用終了したことに伴い、一部の臨時便と南アルプスエコパークライナーのうち8時00分発の便は、当ターミナルではなく明治安田生命新宿ビルに近い新宿西口26番乗り場からの発車となった。また、一部の臨時便と南アルプスエコパークライナーのうち南アルプス市・八田16時00分発の便は、同28番乗り場への到着となった。
2016年5月27日、バスターミナル跡地の「MY新宿第二ビル」にヨドバシカメラ「携帯・スマホ館」がリニューアルオープンした。乗車券販売窓口のあった同ビル1階に携帯電話・スマートフォン売り場が拡張され、50番乗り場の看板（写真）はそのまま「ヨドバシカメラ」に書き換えて使用されている。
「MY新宿第二ビル」を所有するヨドバシカメラには、道路を挟んだ向かいにある新宿西口本店と一体的に建て替える構想があり、この計画が実現すると建物は取り壊されることになる。
なお、新宿高速バスターミナルの営業終了後もしばらく、バスターミナル前のデイリーヤマザキ（西新宿1丁目17-1）の店舗名に「デイリーヤマザキ新宿高速バスTM店（バスターミナルてん）」として名残をとどめていたが、のち「デイリーヤマザキ新宿西口店」へ店名変更された。また、デイリーヤマザキはバスタ新宿にも出店している（2023年6月、ファミリーマート跡地に居抜き出店）。

## バスターミナル設備

### バスタ新宿開業以前

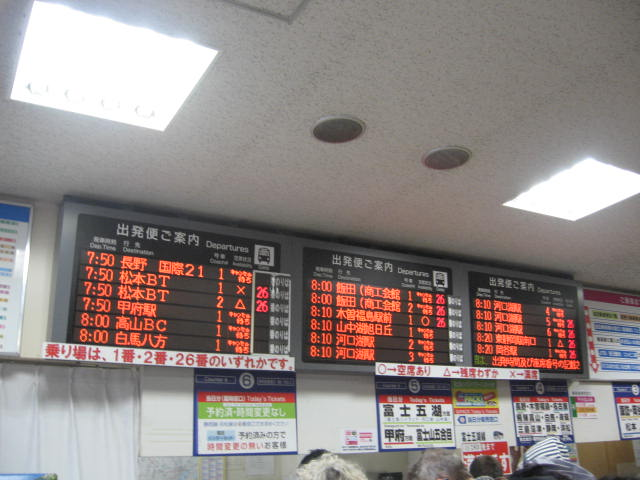
バスターミナル内にあった発車標。多い時には同時刻に7台のバスが発車した（2014年10月18日撮影）

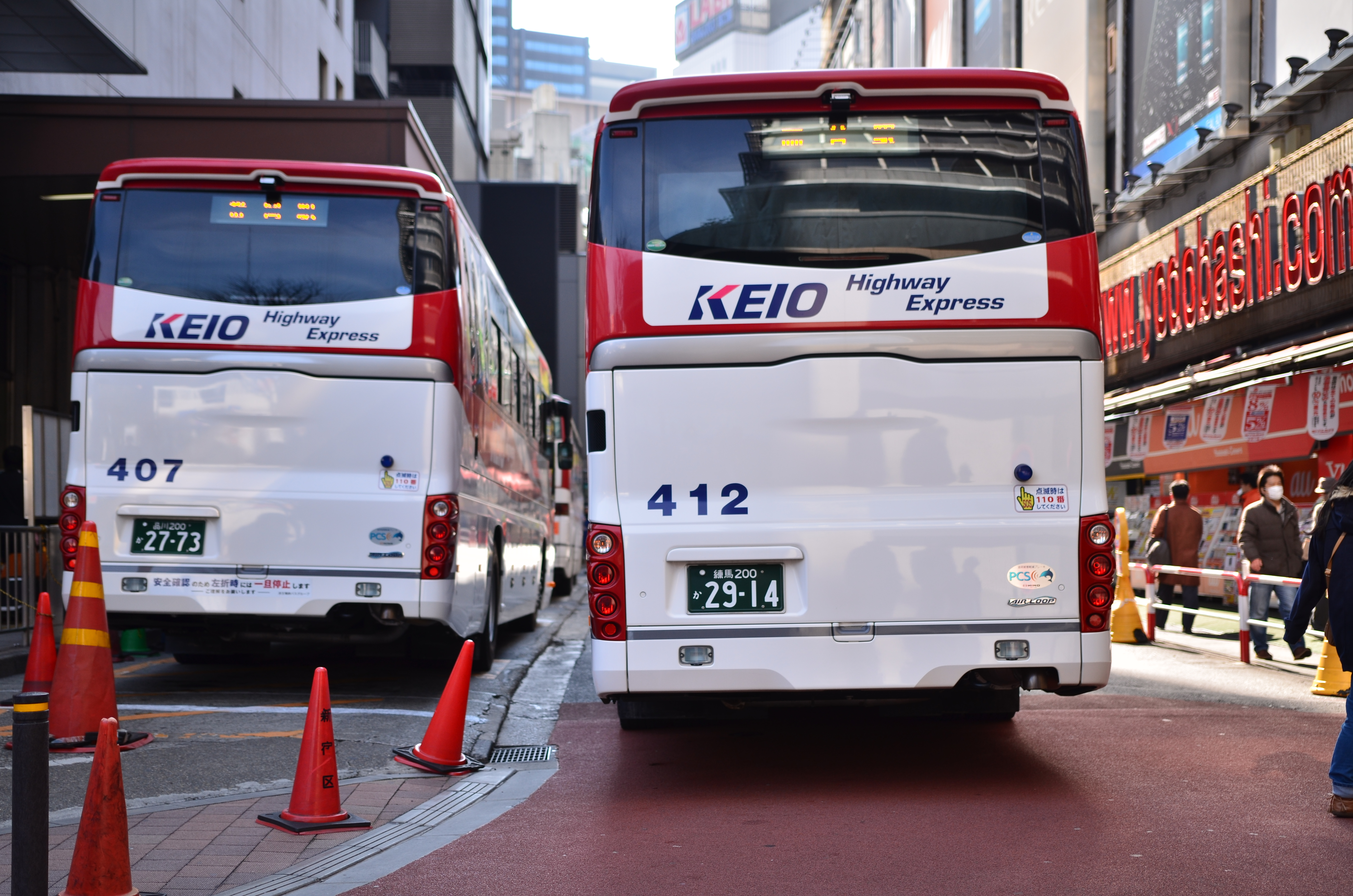
人混みをかき分けながらバスターミナルを発着する高速バス（2015年2月7日撮影）

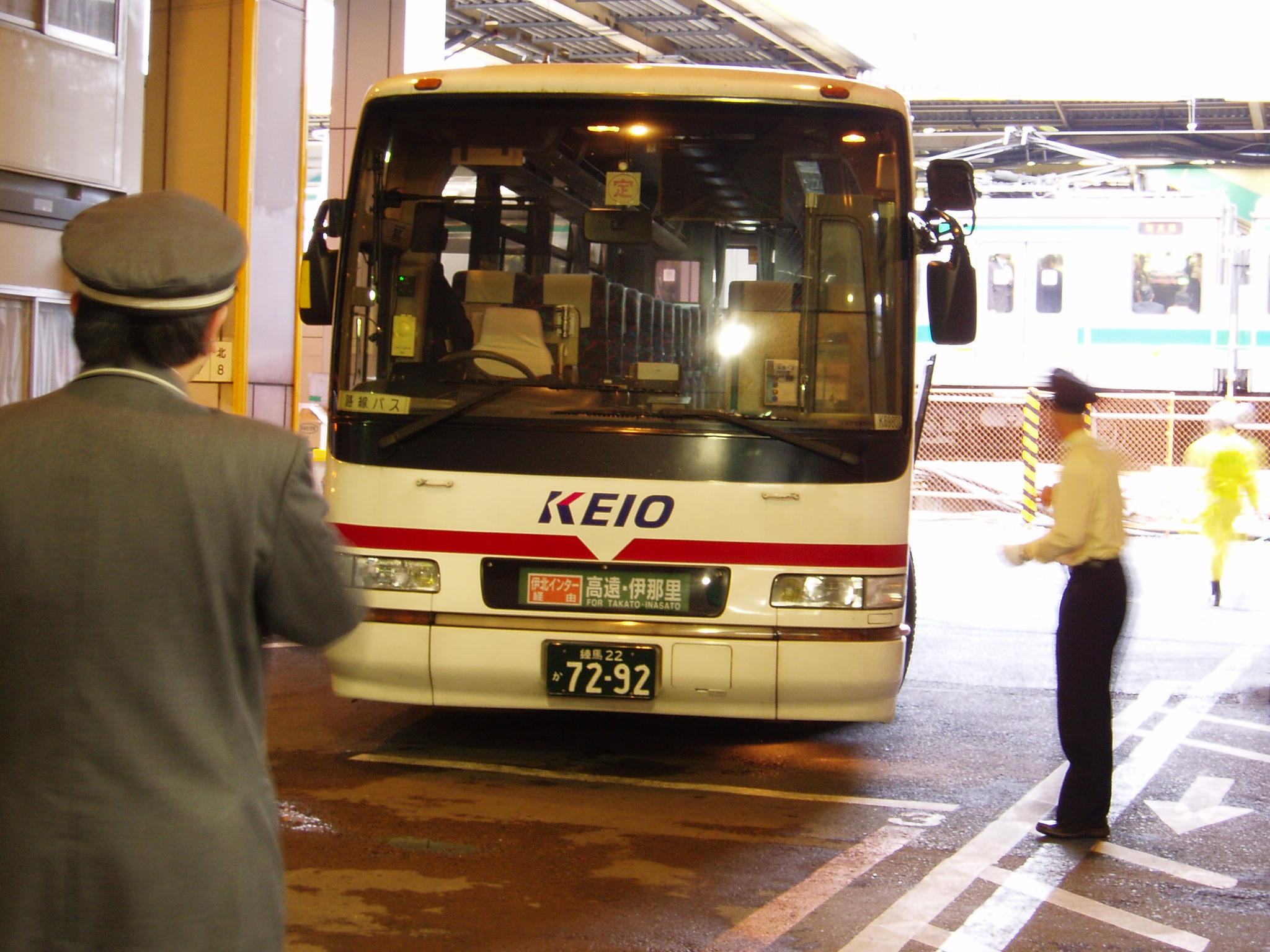
バスターミナルに停車中の南アルプス号（2006年11月7日撮影）

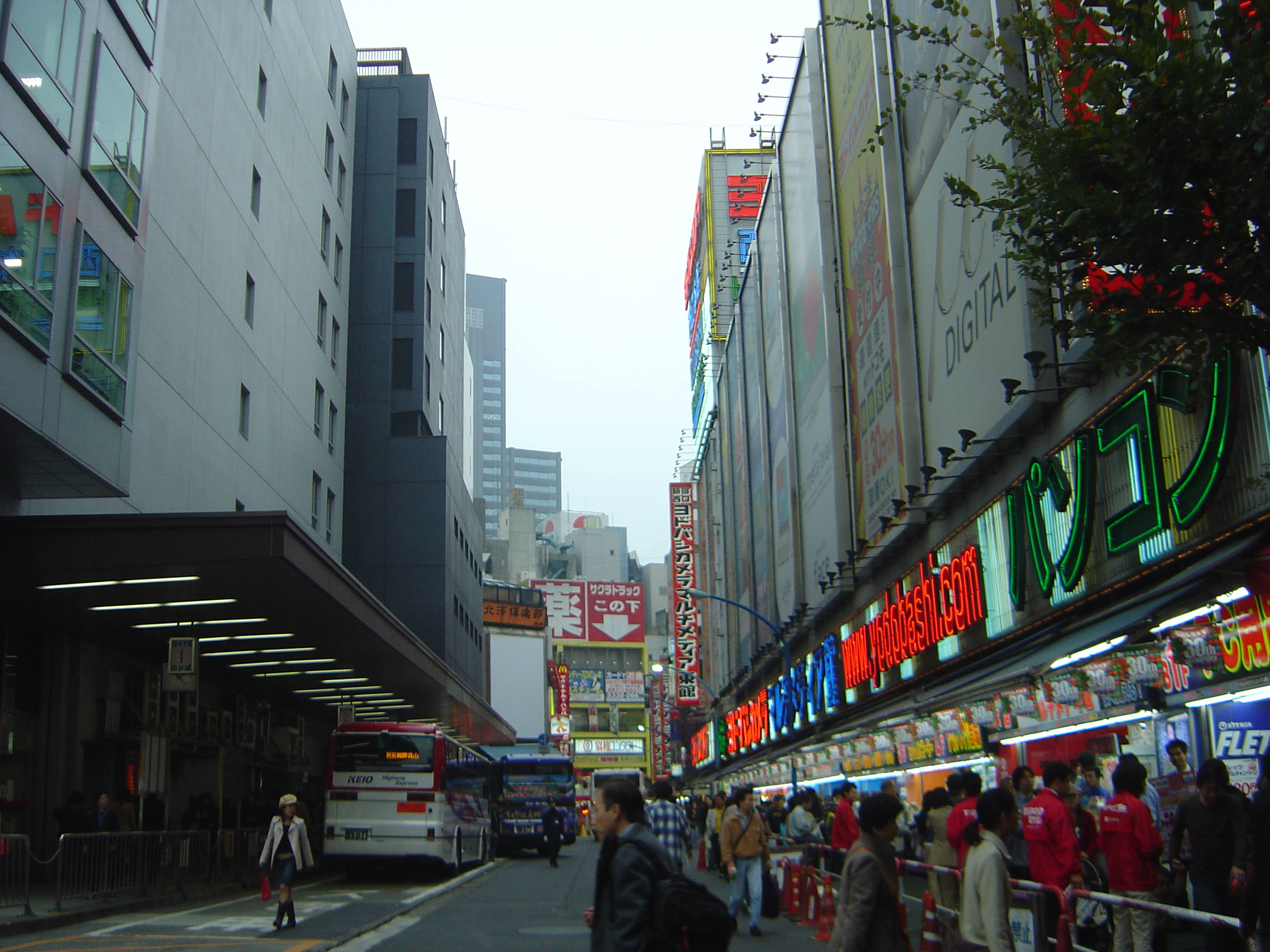
バスターミナルとヨドバシカメラ新宿西口本店（2005年12月4日撮影）

以下はバスタ新宿開業以前における当バスターミナルの状況である。
- 住所：東京都新宿区西新宿1丁目10-1 MY新宿第二ビル1階[2][3]
  - 電話番号は京王高速バス予約センターの番号が掲載されていた[2]。
- 営業時間：6時00分 - 23時30分[2]
  - 乗車券販売窓口は6時30分 - 23時30分[2]

#### バスのりば
新宿駅西口バス停留所群の1つとしての乗り場番号もあり「50番」となっていた。本ターミナルの案内上の乗り場番号として1番・2番乗り場に分かれ、案内放送では1 - 2番の番号で案内されていた。
台数が多く50番乗り場が立て込んでいる場合は、臨時乗り場として26番バス停で乗車を扱うこともあった。路線が増えてからは週末を中心に、朝夕は恒常的に26番バス停を乗車停留所として使用していた。
夜行便は基本的に26番乗り場への変更はなかった（やまと号奈良行きは、26番乗り場での乗車改札となる場合がある旨が案内されていたが、やまと号が5台以上出ることは滅多にない）。なお、1990年10月12日の「はかた号」運行開始時にはセレモニーを行うため、16 - 17時の便のほとんどが26・27番からの発車となった。
降車は26番バス停（明治安田生命新宿ビル=旧安田生命本社正面玄関前）か、さらに左折して28番バス停で行われていた。新宿 - 土気線は常に28番乗り場から発車していた。同時刻の発便が合計3台以上となったり、1便が3台以上に増車された場合は、26番を使用するか、入りきらない分が発車時刻を過ぎてから時間差で入線していた（夜行便の場合は後者のパターンが多かった）。同じ便でも号車によって50番・26番の2箇所に分かれる場合もあった。

#### MY新宿第二ビル
MY新宿第二ビルの1階には出札窓口（乗車券発売カウンター）が6つあり、本ターミナルに発着する各路線の当日分乗車券を発売していた。翌日以降の乗車券の購入や予約のみの依頼は受け付けず、翌日以降の乗車券は後述の2階カウンターで購入することとなっていた。
以前は、1番 - 6番のカウンターで担当路線が決まっていたが、2016年2月15日からは大きく2つの方面に分けられた（山梨･静岡方面と、長野･名古屋･高山方面の2つの購入口に並ぶ方式）。その後、同年2月22日からは方面を問わず、購入口に整列している順番で発売するように再度変更された。
6番カウンターの横には、クレジットカード対応の自動券売機が2台並んでいた（一部の路線および企画乗車券は窓口のみ発売）。自動券売機の左横には、無線・放送カウンターがあり、地下1階には冷暖房完備の待合室、売店「K-Shop」、トイレが設置されていた。
同ビル2階には、翌日以降の乗車券を発売するカウンターがあった。2階への上がり方が若干分かりづらかったが、バスターミナルのプラットホーム上に、入口のドアを案内する大きな看板が掲示されていた。後述する博多・天神行きの「はかた号」が当ターミナルに発着していたため、九州内の路線バス・高速バスが乗り放題になるフリーパス「SUNQパス」が発売され、都内では旅行会社を除けば唯一の発売窓口であった。

#### 新宿110ビル内待合所
MY新宿第2ビルに隣接する小島ビルを建て替え、2013年5月31日にオープンした新宿110ビル（地下2階で京王モールと直結）の1階・2階に新たな待合所が開設した。こちらにはクレジットカード対応の自動券売機2台のほか、携帯電話充電器（有料）が設置されていた。

### バスタ新宿開業後
2016年5月8日までは、MY新宿第2ビルの1階のバス乗り場および新宿西口の26番・28番乗り場を乗降場として使用していた。また、新宿110ビル内の待合所は同日まで運用を続けていた。

## バスターミナル廃止時点での出発路線

### 定期便
- 中央高速バス
  - 新宿 - 中央市・南アルプス市「南アルプスエコパークライナー」（京王バス東）

8時00分発のみ

### 一部の臨時便のみ
かつては以下の中央高速バスや夜行高速バスなどの路線が当バスターミナルから発車していたが、バスタ新宿の開業に伴い一部の臨時便のみとなっていた。

#### 京王電鉄バスグループ
京王電鉄バスグループの多くの路線は中央道経由である。この中央道経由の高速バスの詳細については「中央高速バス」を参照のこと。その他、上信越自動車道や東名高速経由などの便も発着していた。
なお、京王線沿線への深夜急行バスは、新宿高速ターミナルへは入らず、京王百貨店前の21番のりばから発車する。

##### 中央高速バス
- 新宿 - 富士急ハイランド・富士五湖（富士急山梨バス、フジエクスプレスと共同運行）
- 新宿 - 富士山五合目（富士急山梨バス、フジエクスプレスと共同運行）
- 新宿 - 甲府・湯村温泉・竜王・富士急上阿原車庫（富士急山梨バス・山梨交通と共同運行）
- 新宿 - 南アルプス市役所・身延（山梨交通と共同運行）
- 新宿 - 中央市・南アルプス市「南アルプスエコパークライナー」（山梨交通と共同運行）
- 新宿 - 茅野・諏訪・岡谷（アルピコ交通・フジエクスプレス・山梨交通・JRバス関東と共同運行）
- 新宿 - 松本（アルピコ交通・アルピコ交通東京と共同運行）
- 新宿 - 安曇野スイス村・信濃大町・白馬・扇沢・栂池高原（アルピコ交通と共同運行）
- 新宿 - 伊那・駒ヶ根（フジエクスプレス・伊那バス・山梨交通・信南交通と共同運行）
- 新宿 - 飯田（アルピコ交通・伊那バス・信南交通と共同運行）
- 新宿 - 平湯温泉・飛騨高山（高山濃飛バスセンター）（濃飛乗合自動車と共同運行）
- 新宿 - 塩尻・木曽福島（おんたけ交通と共同運行）
- 新宿 - 名古屋（名鉄バスセンター）（名鉄バスと共同運行、夜行便もあり）

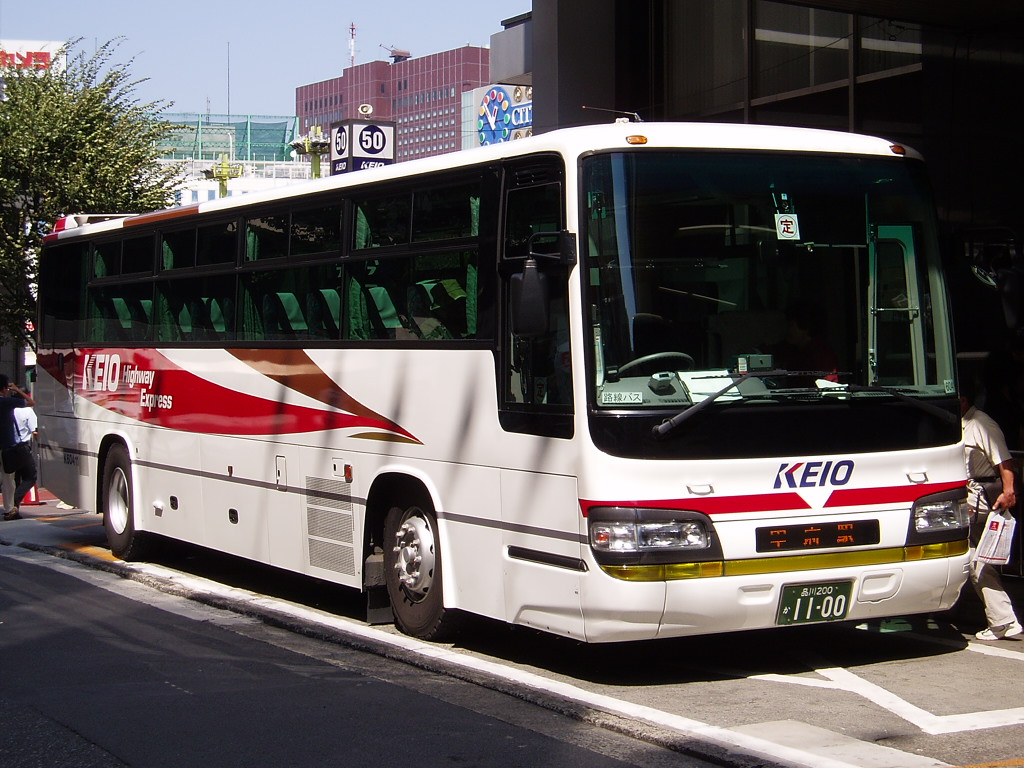
京王バス東 甲府線
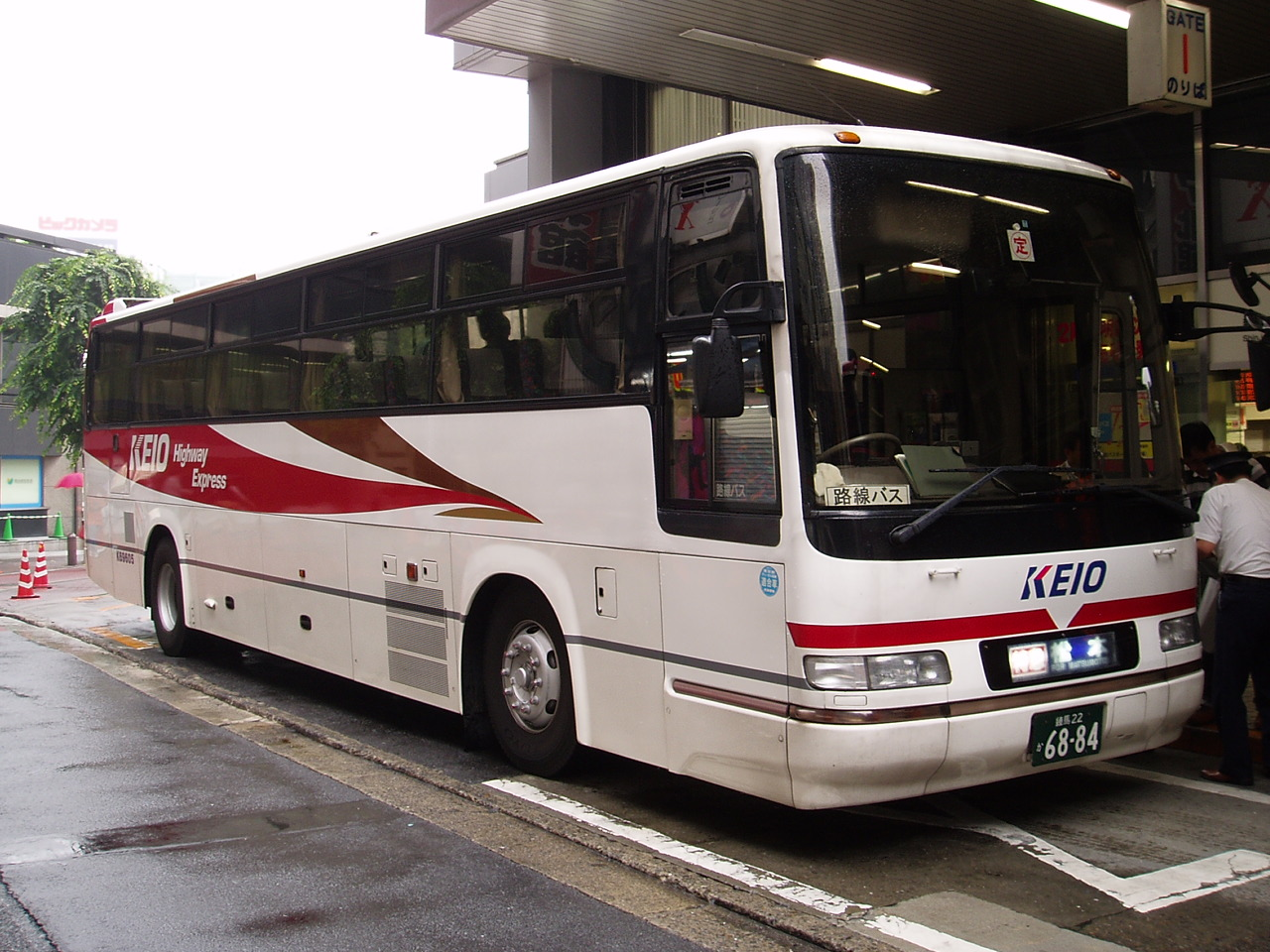
京王バス東 松本線
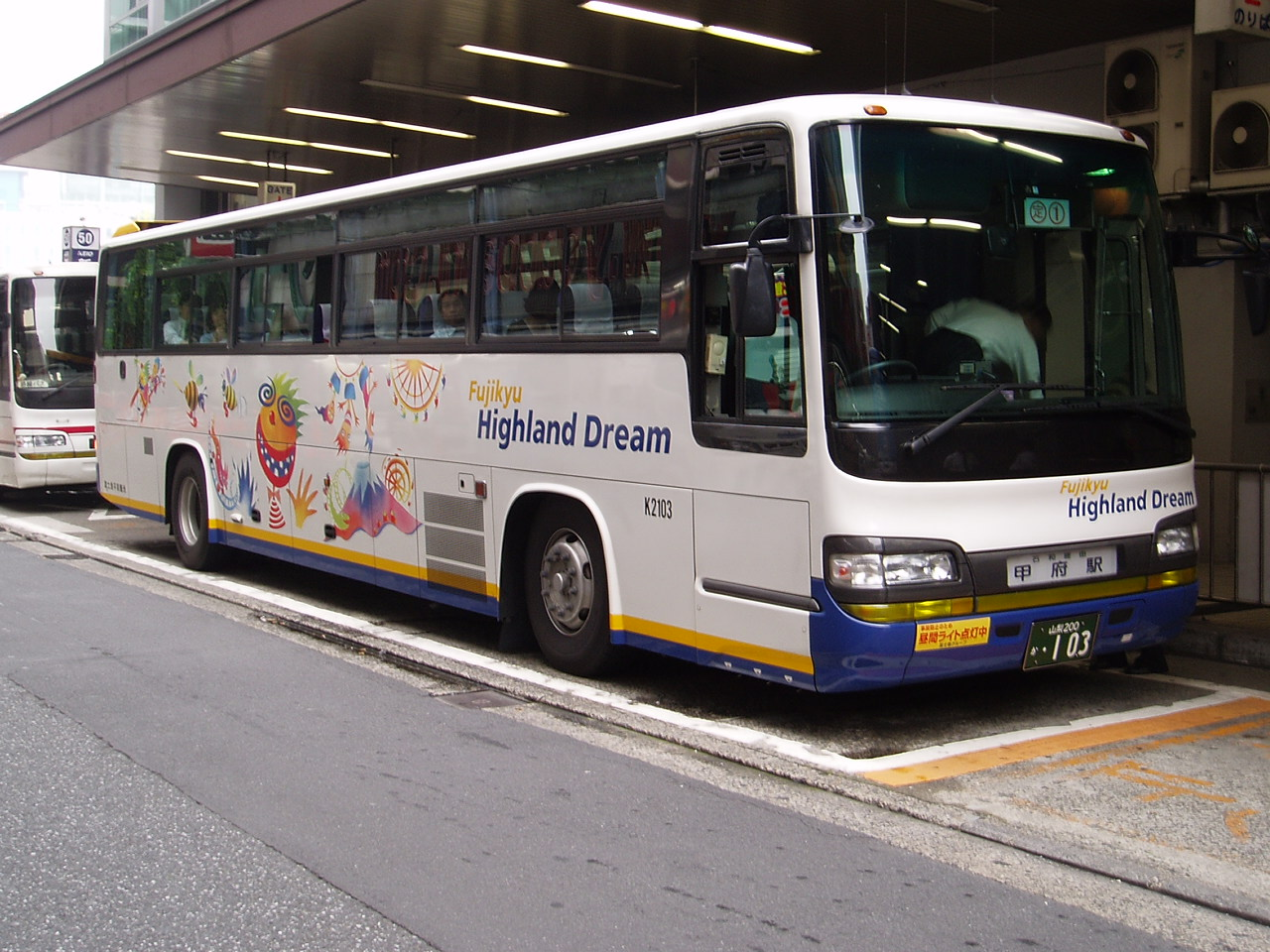
富士急平和観光 甲府線（中央高速バス仕様）
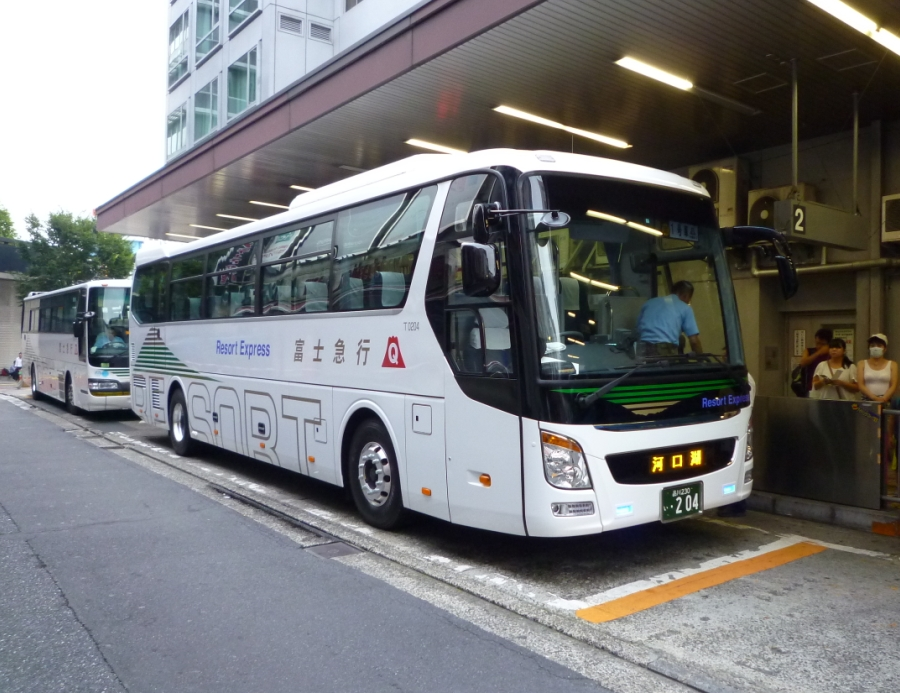
フジエクスプレス 河口湖線
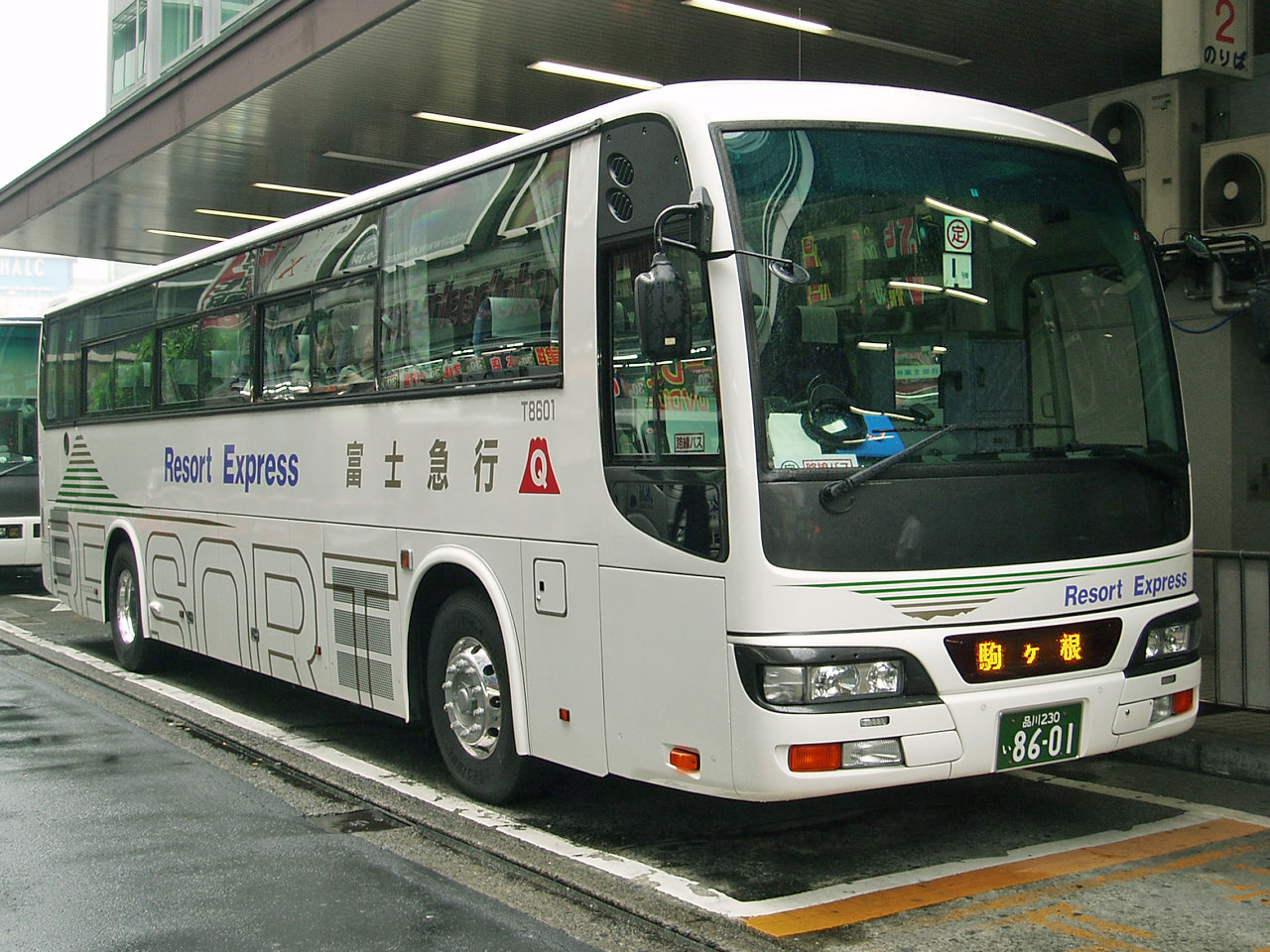
フジエクスプレス 駒ヶ根線
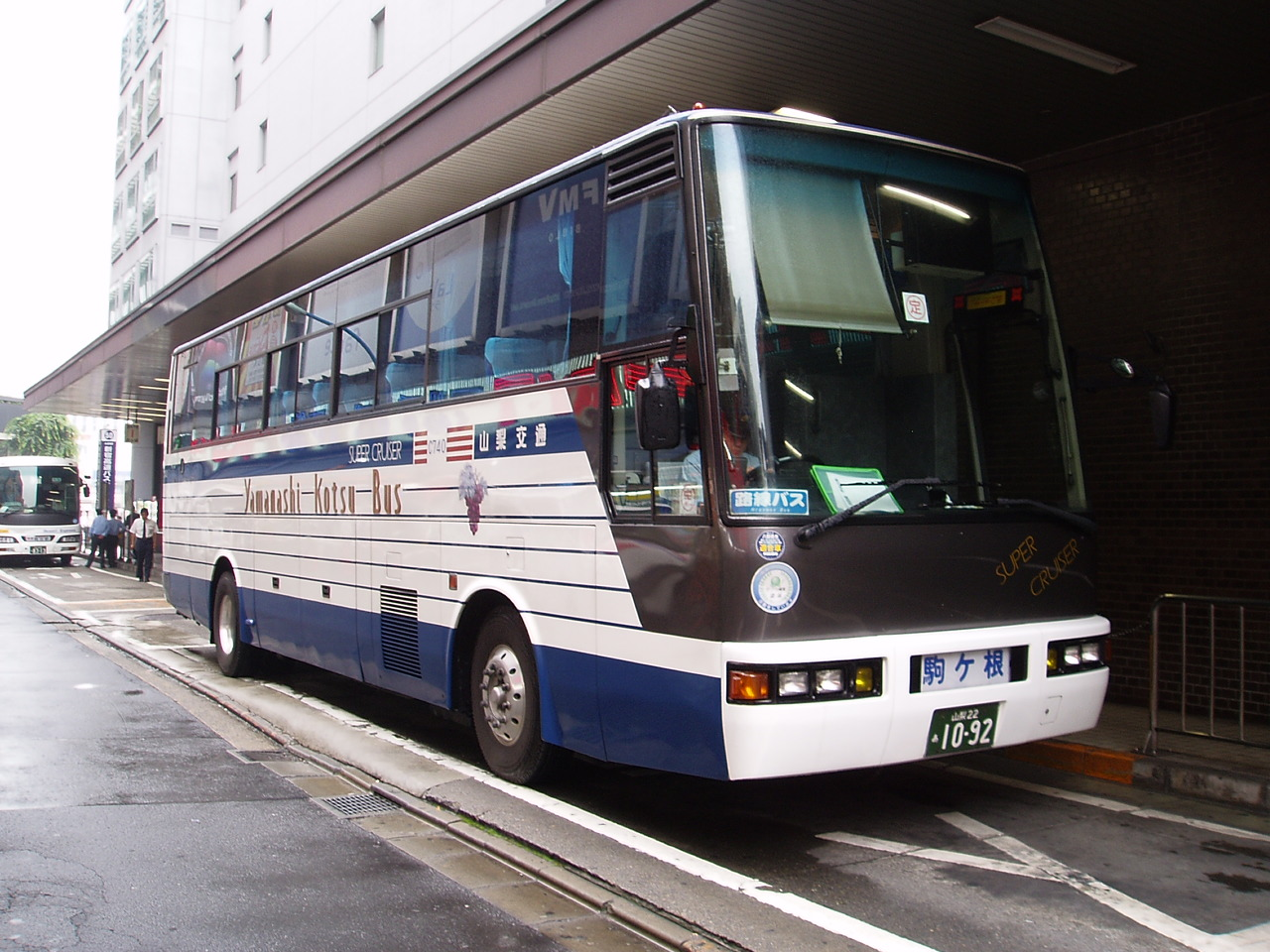
山梨交通 駒ヶ根線
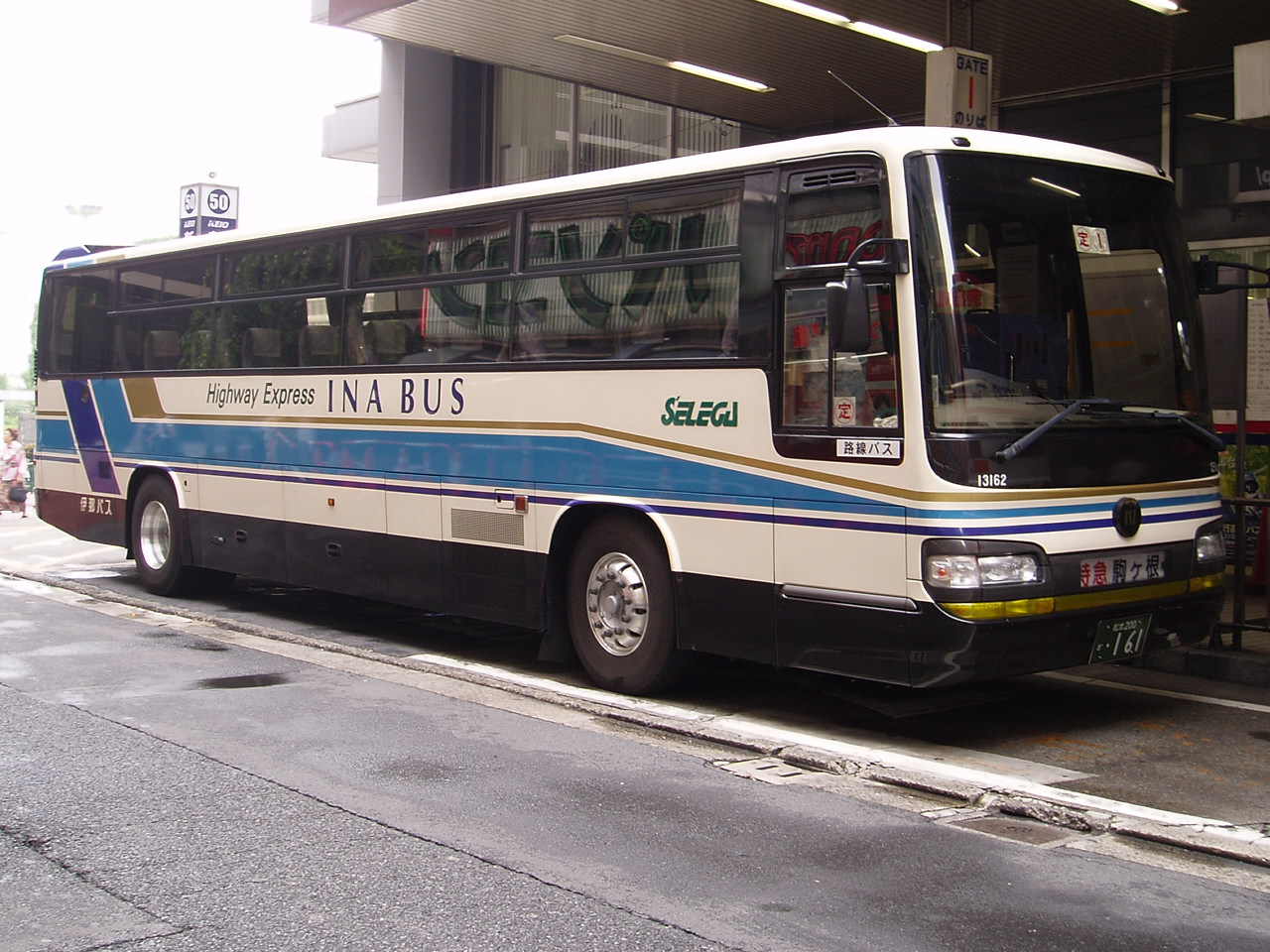
伊那バス 駒ヶ根線
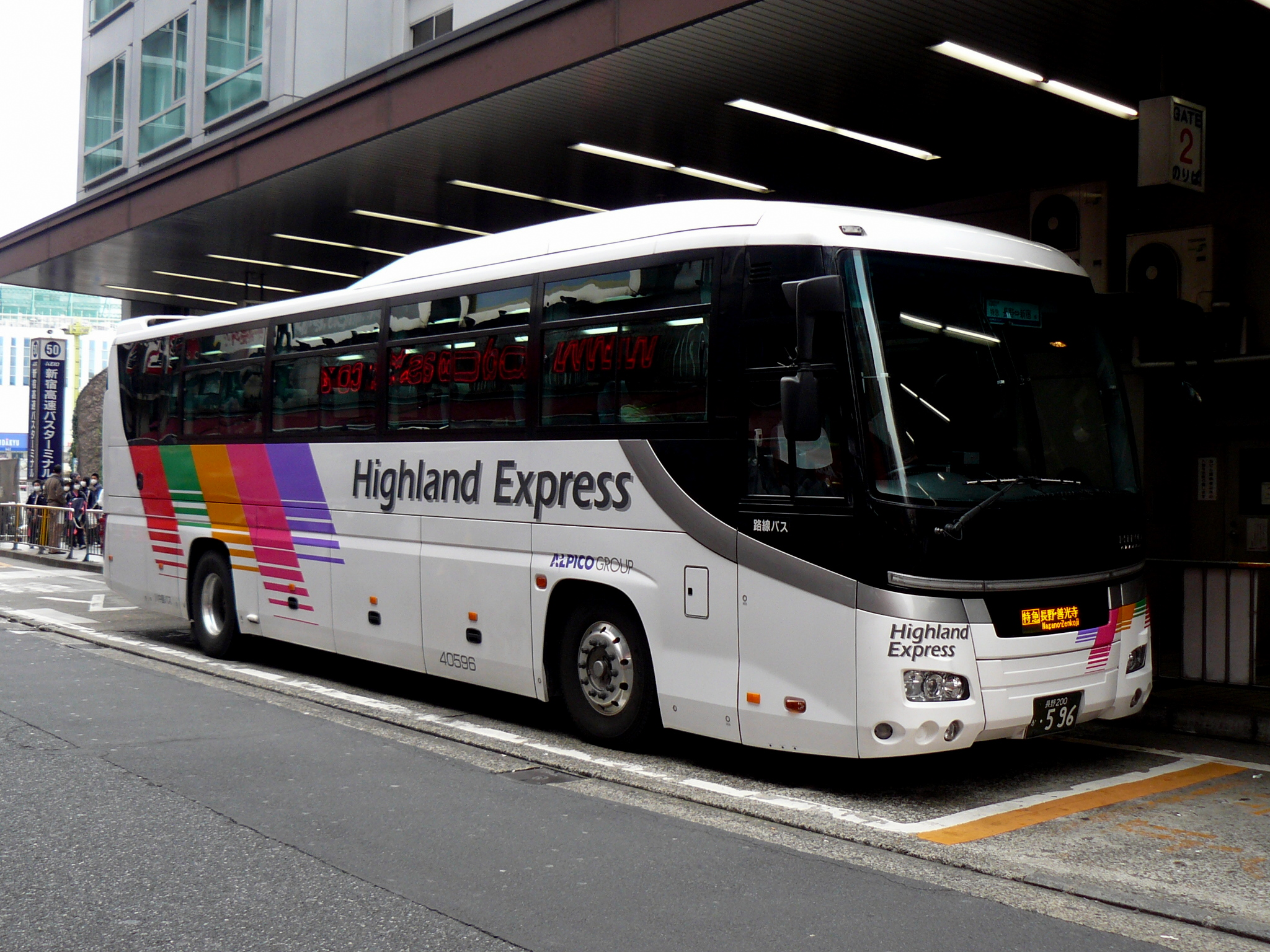
アルピコ交通（川中島バス）長野・善光寺線
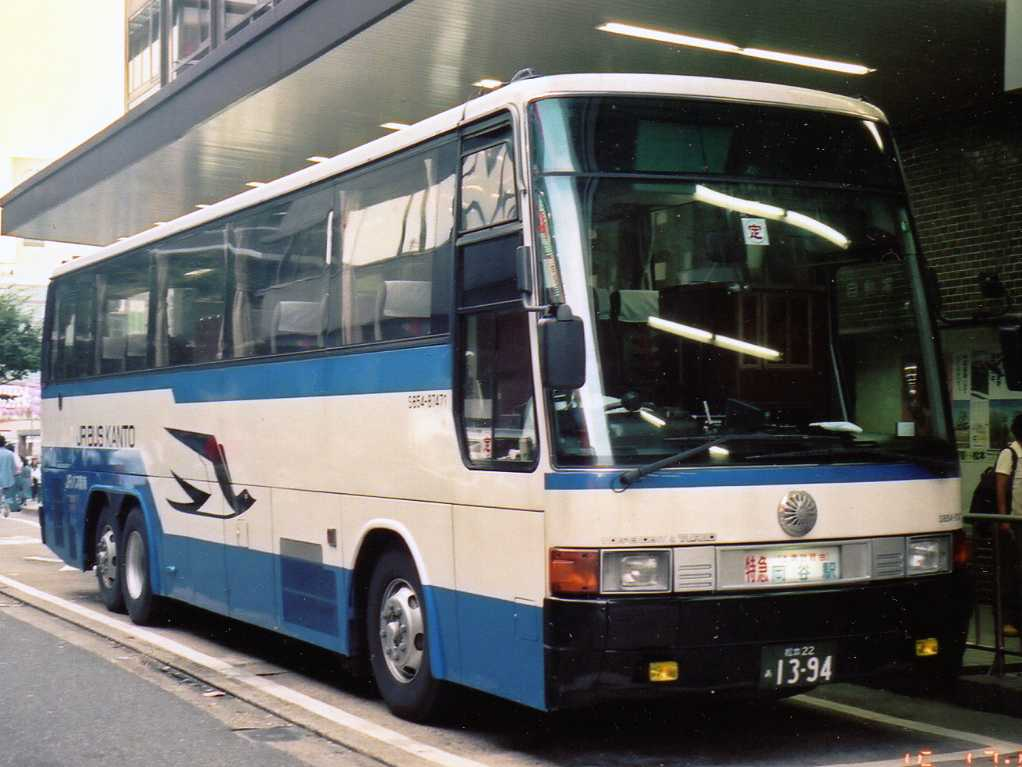
JRバス関東 岡谷線
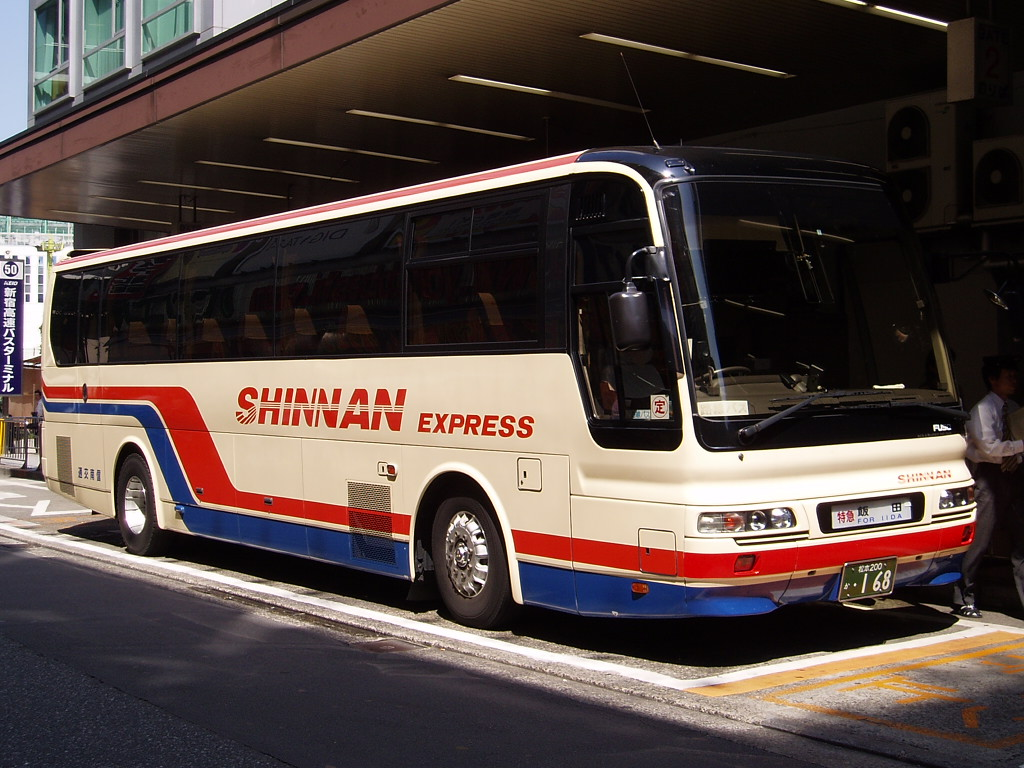
信南交通 飯田線
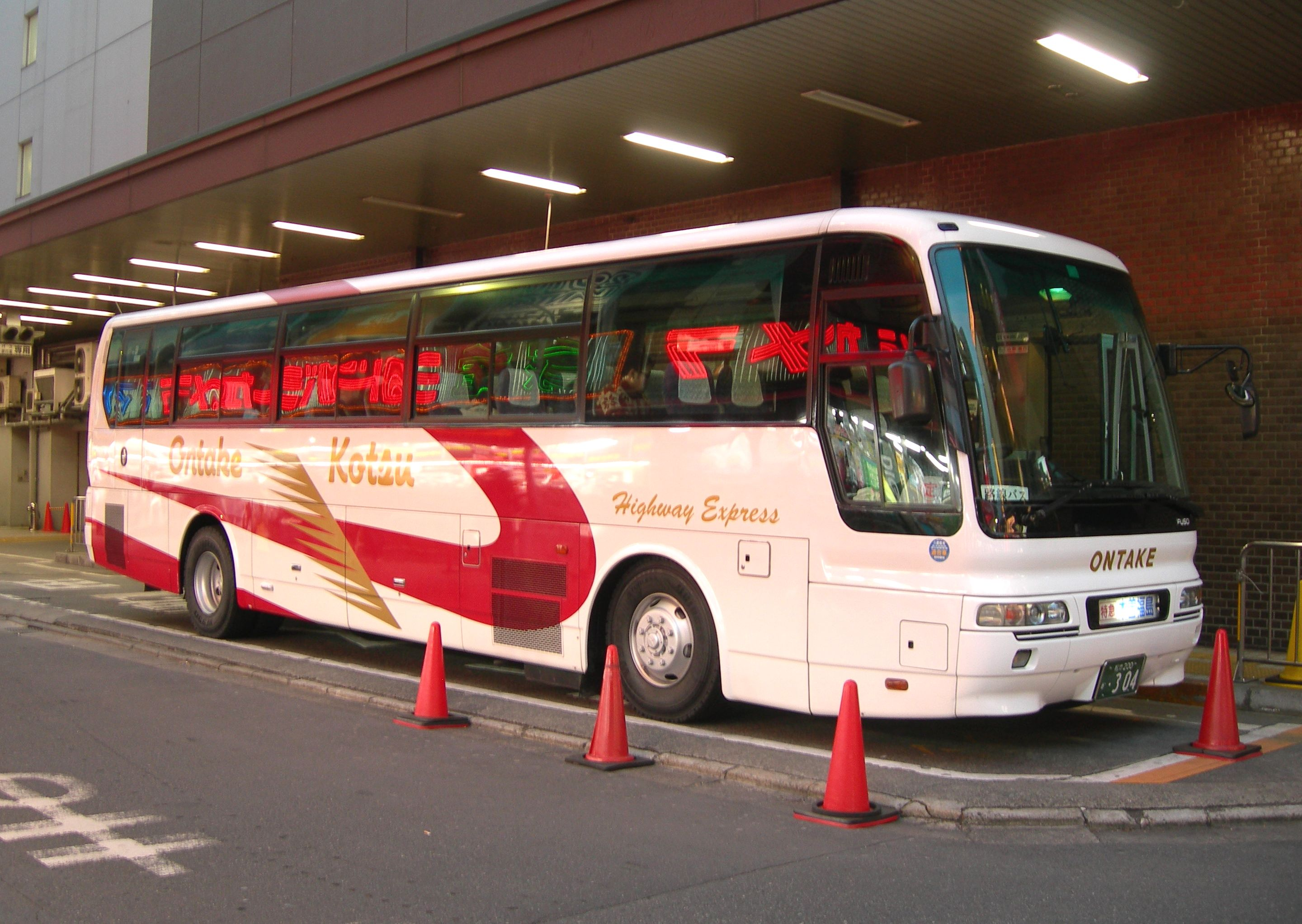
おんたけ交通 木曽福島・新宿線

##### その他系統
上信越道系統
- 新宿 - 長野（アルピコ交通と共同運行）

東名高速系統
- 新宿・渋谷 - 裾野・三島・沼津（富士急シティバスと共同運行）
- 新宿・渋谷 - 清水・静岡「渋谷・新宿ライナー静岡号」（JR東海バスと共同運行）
- 新宿・渋谷 - 浜松「渋谷・新宿ライナー浜松号」/「渋谷・新宿イーライナー」（JR東海バス・遠州鉄道と共同運行）

長距離系統
- 新宿・渋谷 - 仙台・石巻「広瀬ライナー号」（昼行便あり、宮城交通と共同運行）
- 池袋・渋谷・新宿 - 大阪（阪急梅田）（阪急観光バスと共同運行）
- 新宿・渋谷 - 神戸・姫路「プリンセスロード号」（神姫バスと共同運行）

新宿 - 土気線
- 新宿 - 東京スカイツリータウン - 千葉・鎌取・誉田・土気（千葉中央バスと共同運行）

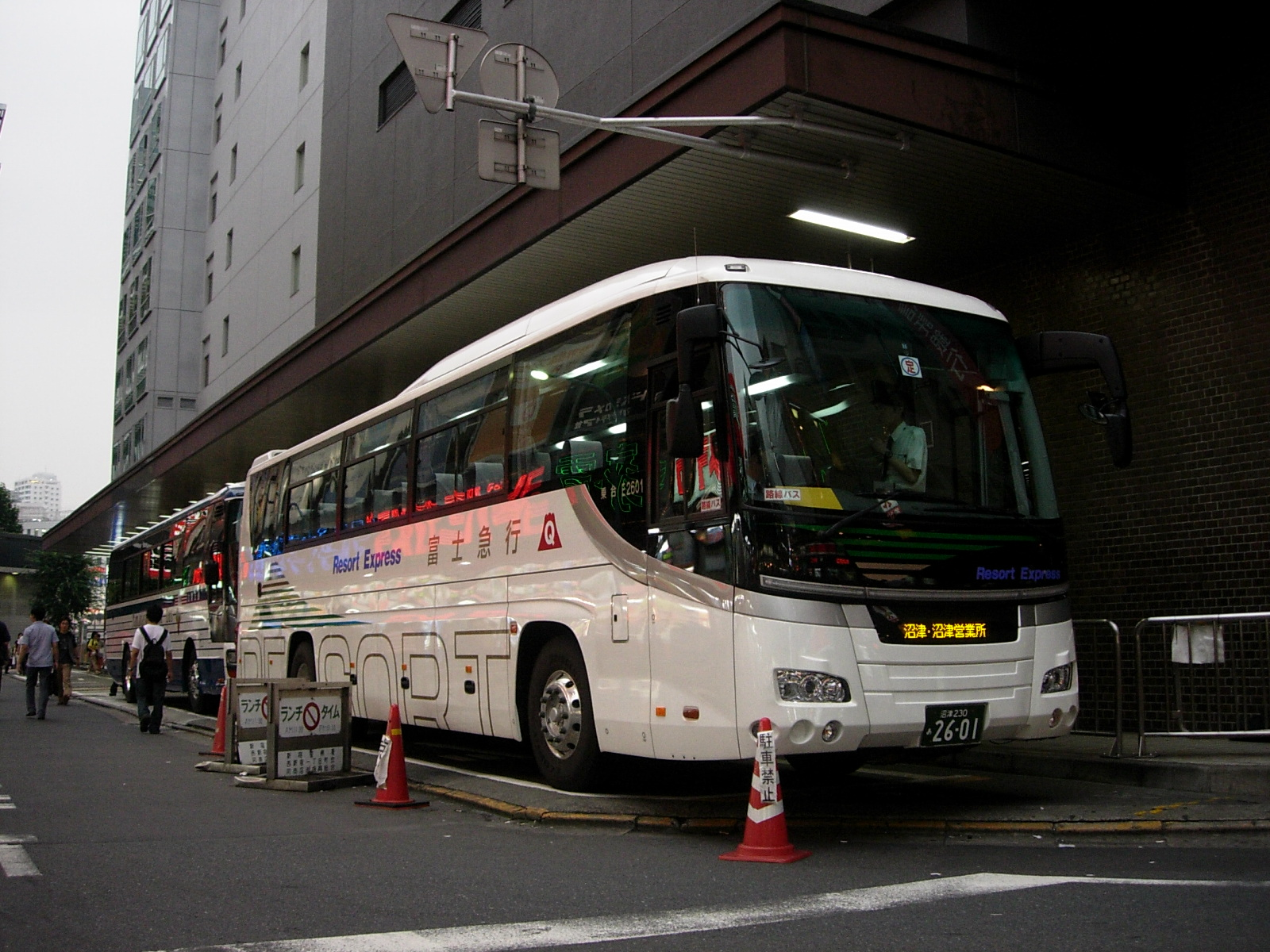
富士急シティバス 新宿 - 沼津線
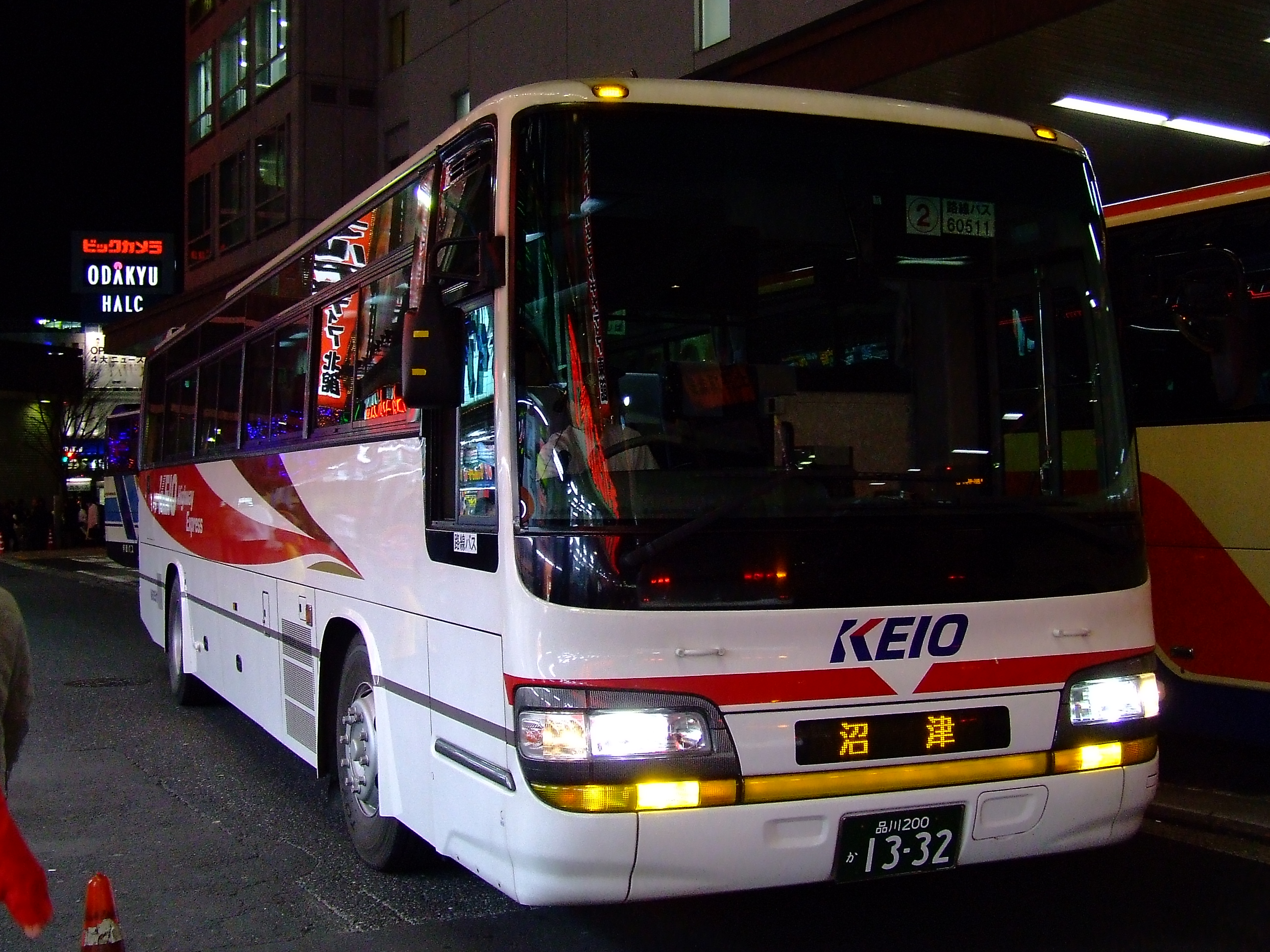
京王バス東 新宿 - 沼津線
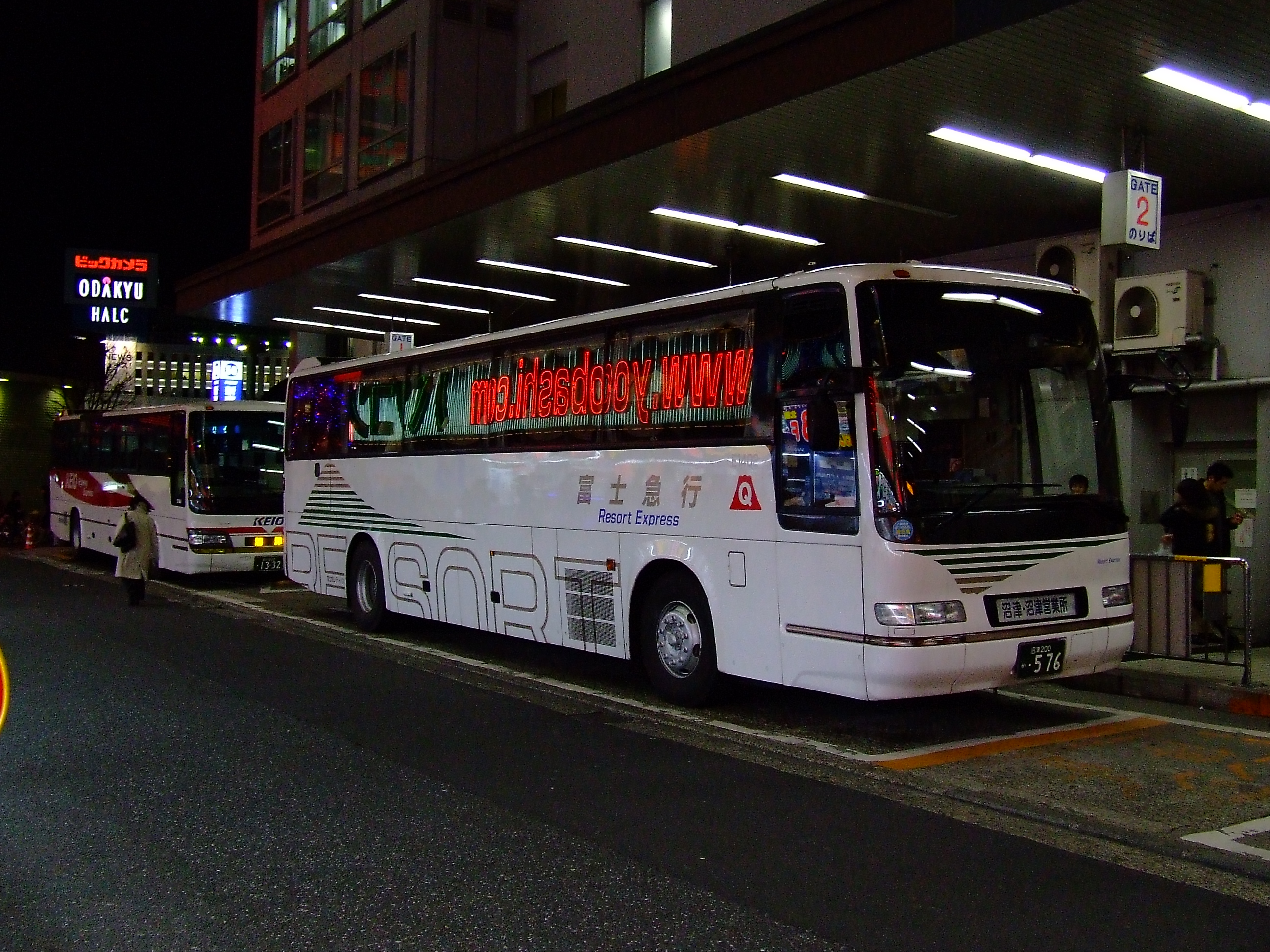
新宿 - 沼津線 富士急便と京王の増発便
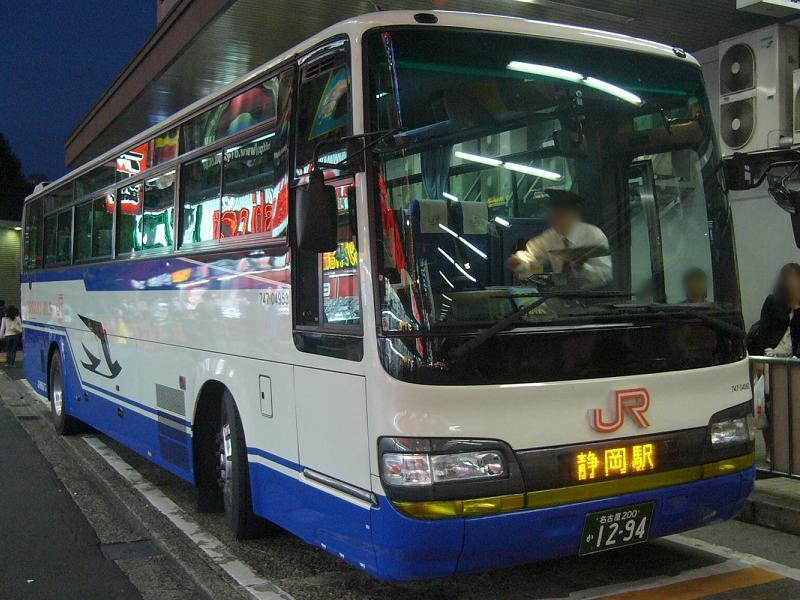
JR東海バス 渋谷・新宿ライナー静岡号
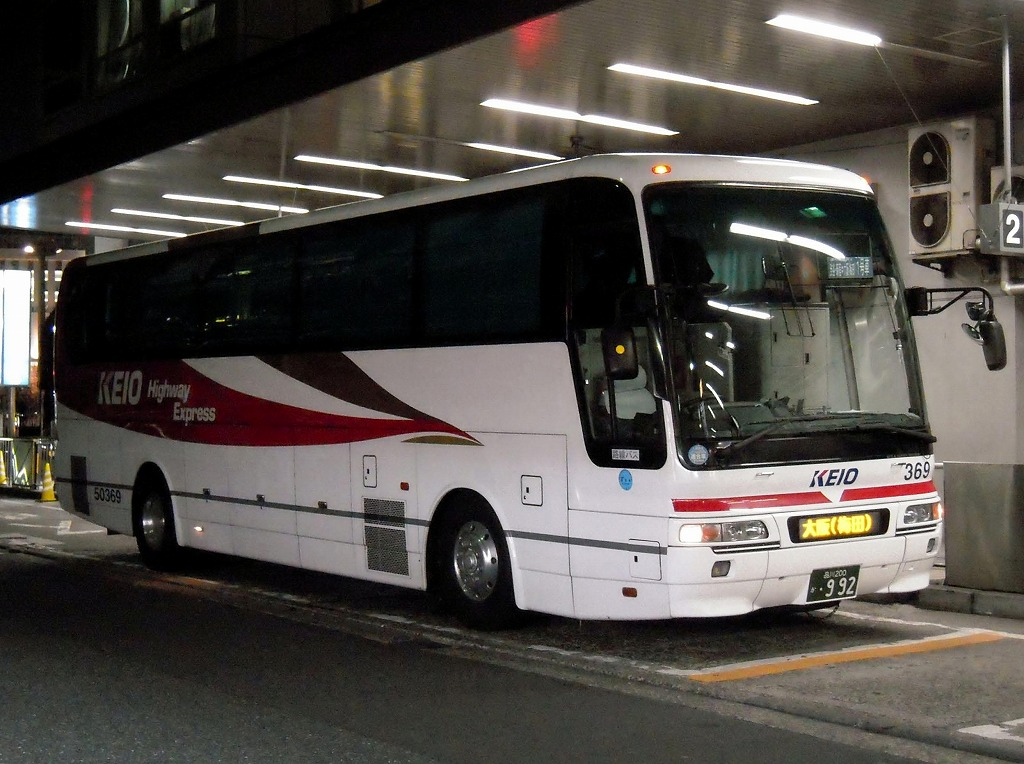
京王バス東 渋谷・新宿 - 大阪梅田線
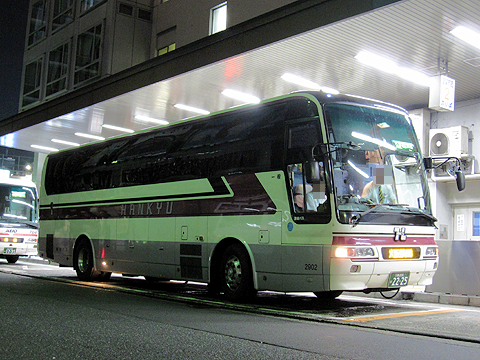
阪急バス 渋谷・新宿 - 大阪梅田線
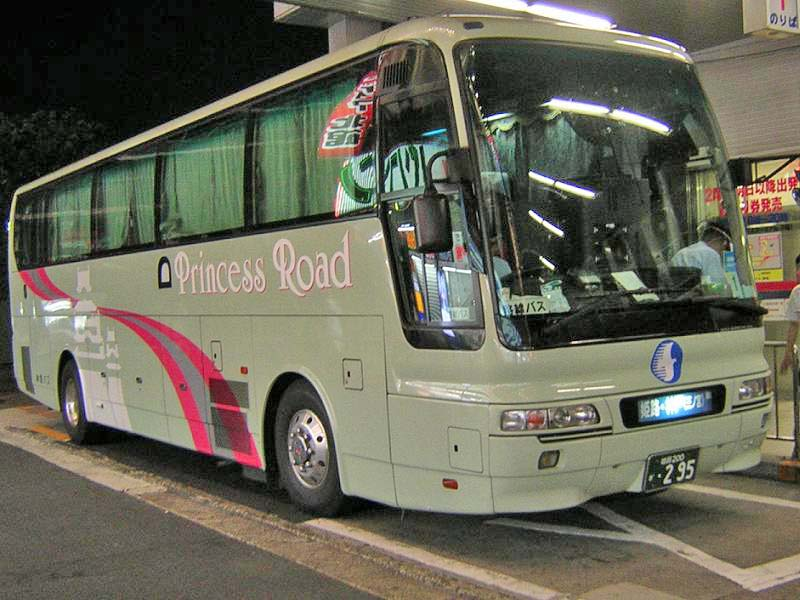
神姫バス プリンセスロード号

#### 西東京バス
西東京バスが運行するこれらの路線は、当初はバス事業分社化前の京王電鉄直営で開設されたが、直営時代の1996年に子会社の西東京バスに移管された後、2003年に再度同社子会社（京王孫会社）の多摩バスに移管、さらに2008年9月に西東京バスに再移管された経緯がある。また西東京バスは京王電鉄バスグループであるが、これらの路線は中央高速バスとして扱われない。詳細は西東京バス#高速バスを参照。
なお、高尾・河辺方面への深夜急行バスは新宿高速ターミナルへは入らず、西口バスロータリー16番のりばから発車する。
- 新宿 - 高松・丸亀「ハローブリッジ号」（四国高速バスと共同運行）
- 新宿・八王子 - 大阪あべの橋「ツィンクル号」（近鉄バスと共同運行）
- 新宿 - 松山・八幡浜「オレンジライナーえひめ号」（伊予鉄バスと共同運行）
- 新宿 - 松本（京王電鉄バス受託運行）
- 新宿 - 東京サマーランド（夏季のみ運行）

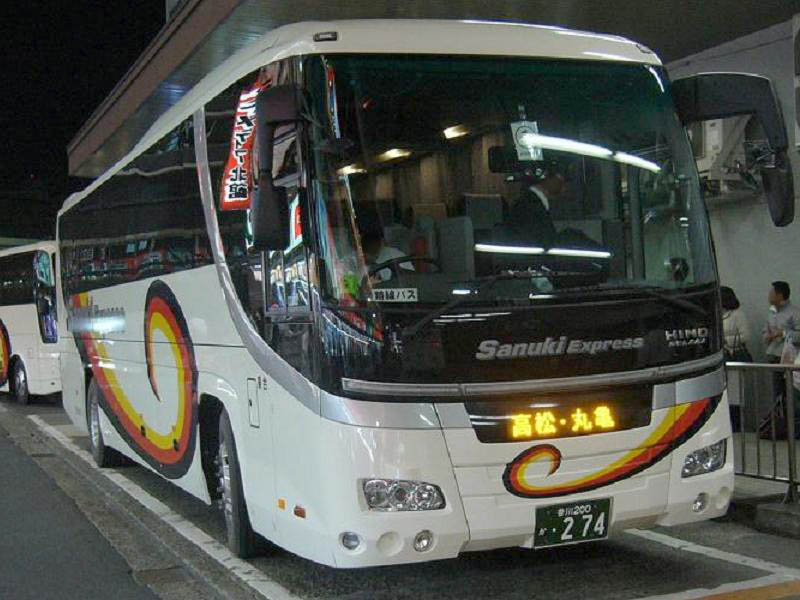
四国高速バス ハローブリッジ号
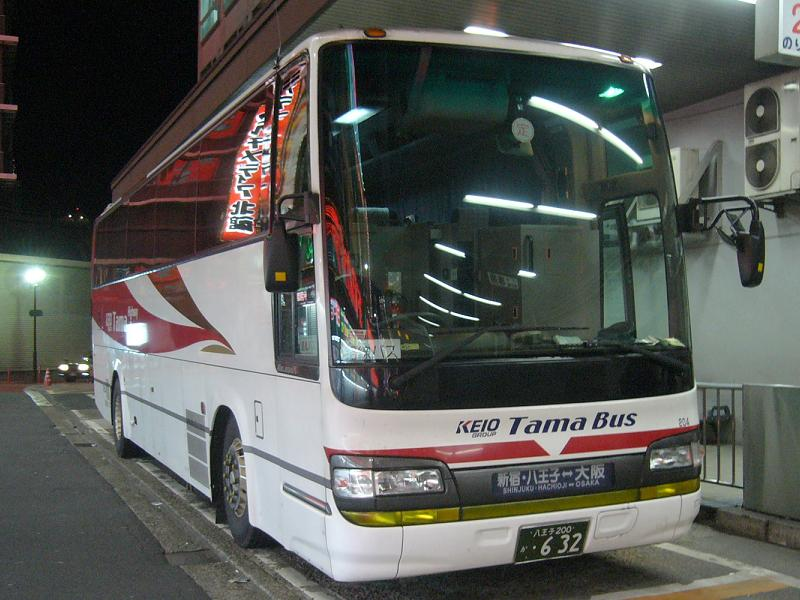
ツィンクル号 多摩バス時代の車両
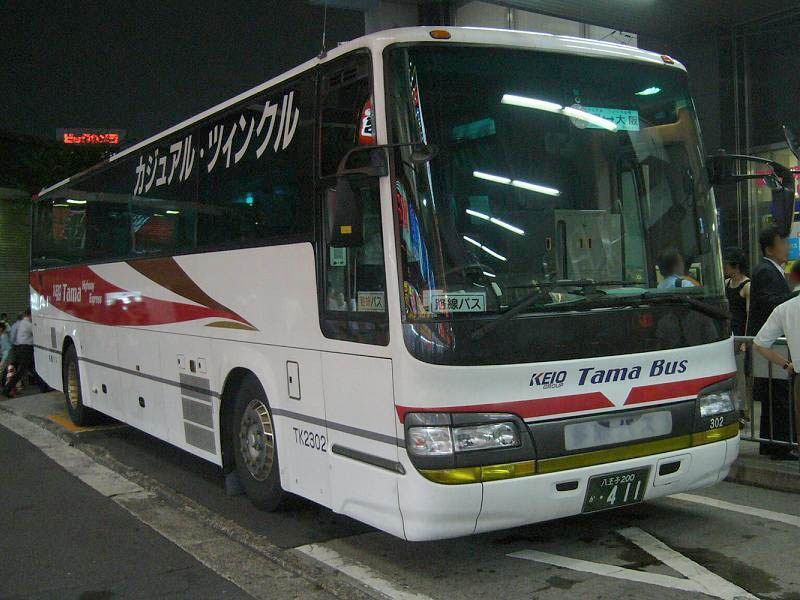
カジュアル・ツィンクル号 多摩バス時代の車両
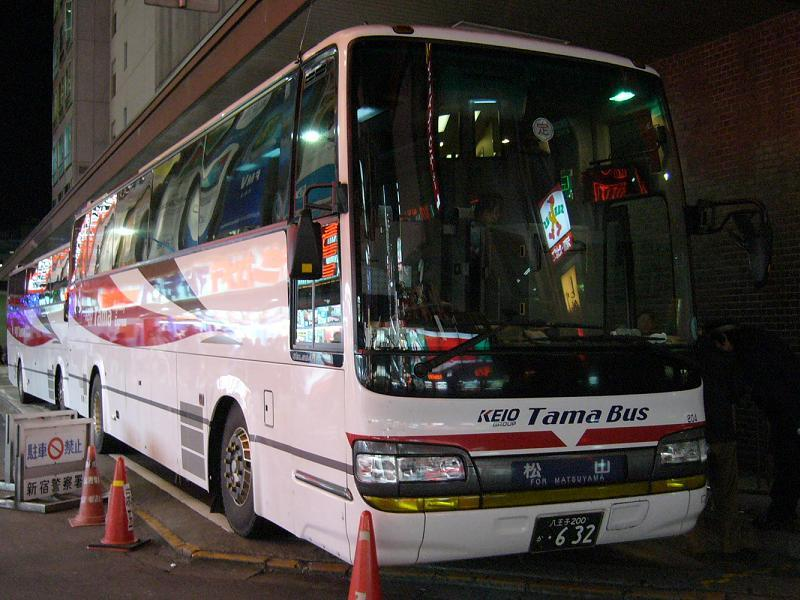
オレンジライナー号 多摩バス時代の車両

#### 関東バス

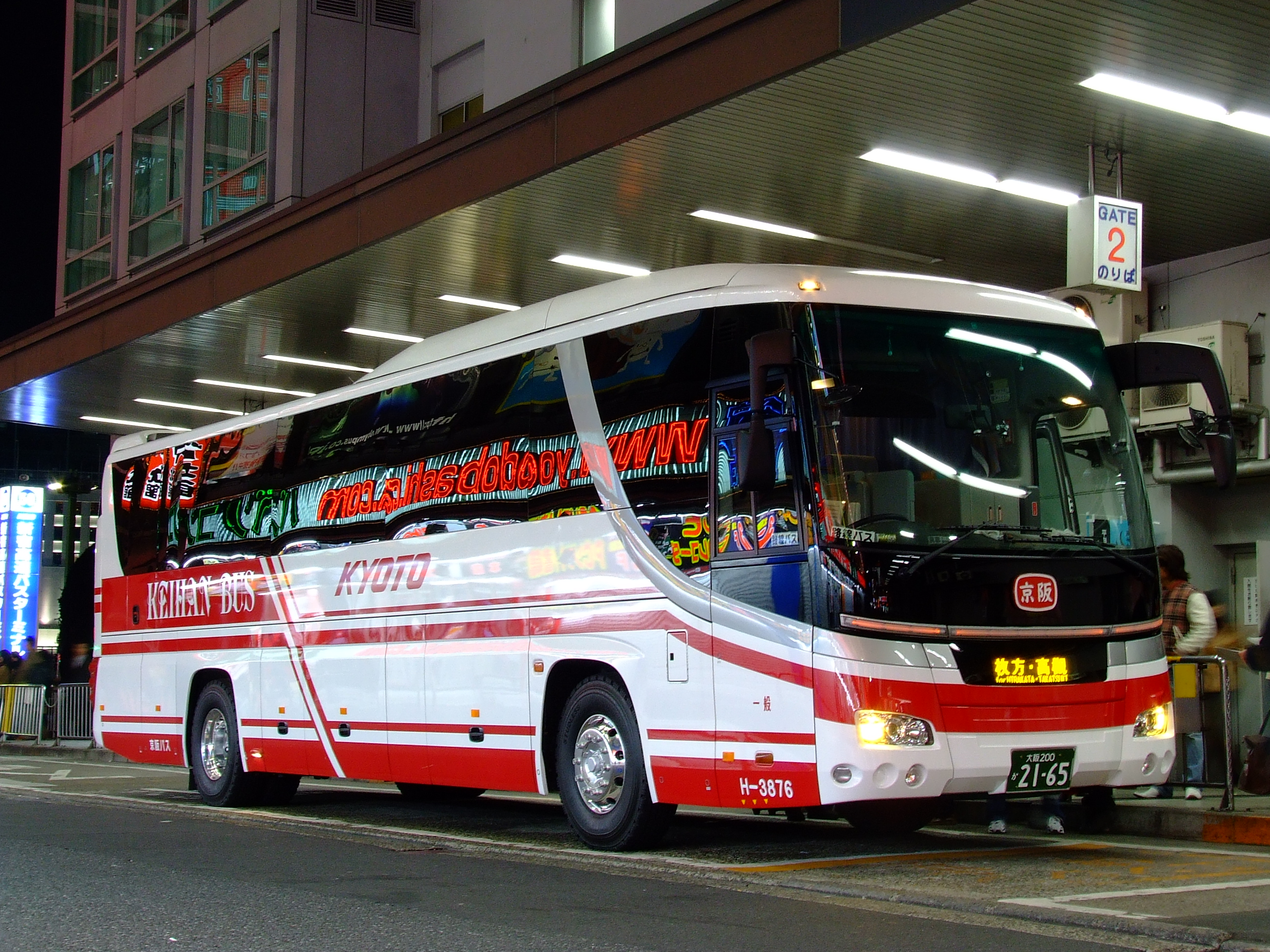
京阪バス 東京ミッドナイトエクスプレス京都号

関東バスは、京都・奈良・枚方方面に向かう夜行路線を運行する。奈良方面は京王プラザホテル起点、京都方面は新宿駅周辺起点で渋谷マークシティを経由する。分離子会社のケイビーバスが運行していた時期もあった。
京王電鉄バスグループが運行に関与しないため、京王の高速バス予約サイト「ハイウェイバスドットコム」では、関東バス便の情報は掲載されていたが予約はできなかった。また、関東バスが運行する高速路線の乗車券は、関東バス座席センターの営業時間外に座席番号等の確認発券ができないため、当ターミナルで発券できる時間帯に制限があった。
なお、関東バスがかつて新宿駅西口から昼行便の鬼怒川線を運行した際は、当ターミナルではなく一般路線が使用する西口14番のりばで発着していた。
- 新宿 - 天理・奈良、新宿 - 天理・八木・大和高田・五條「やまと号」（奈良交通と共同運行）
- 新宿・渋谷 - 山科・京都・樟葉・枚方「東京ミッドナイトエクスプレス京都号」（京阪バスと共同運行）

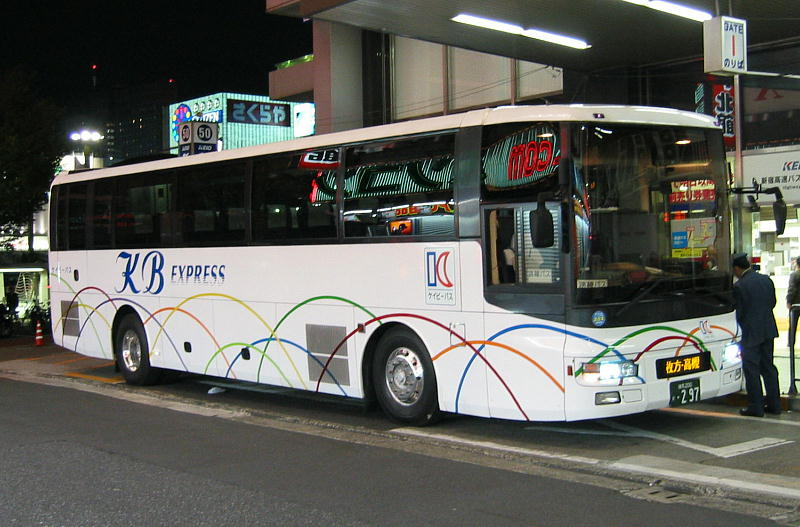
東京ミッドナイトエクスプレス京都号 ケイビーバス時代の車両
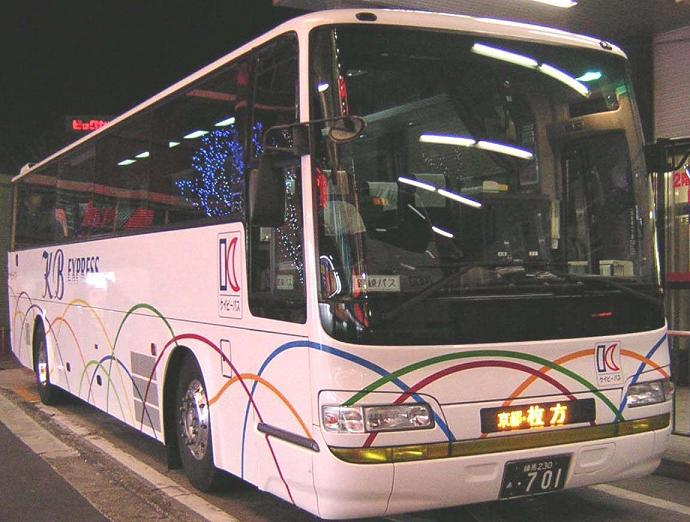
東京ミッドナイトエクスプレス京都号 ケイビーバス時代の車両

#### 近鉄バス
西東京バスと共同運行する前述の「ツィンクル号」のほか、格安便の「カジュアル・ツィンクル号」を近鉄バス単独で運行する。2008年4月24日までは「カジュアル・ツィンクル号」も西東京バス移管前の多摩バスとの共同運行であった。
- 新宿 - 大阪あべの橋「カジュアル・ツィンクル号」

#### 西日本鉄道

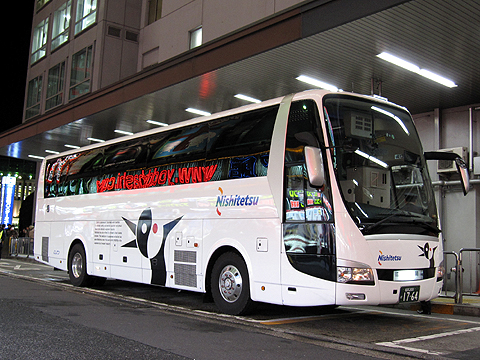
西鉄バス「はかた号」

西日本鉄道は、福岡・天神への夜行路線「はかた号」を運行する。かつては京王との共同運行であったが、1999年に京王が撤退し、以降は西鉄が単独で運行している。東京側での乗車券の予約・発券は引き続き京王が行っている。
- 新宿 - 小倉・天神・博多「はかた号」

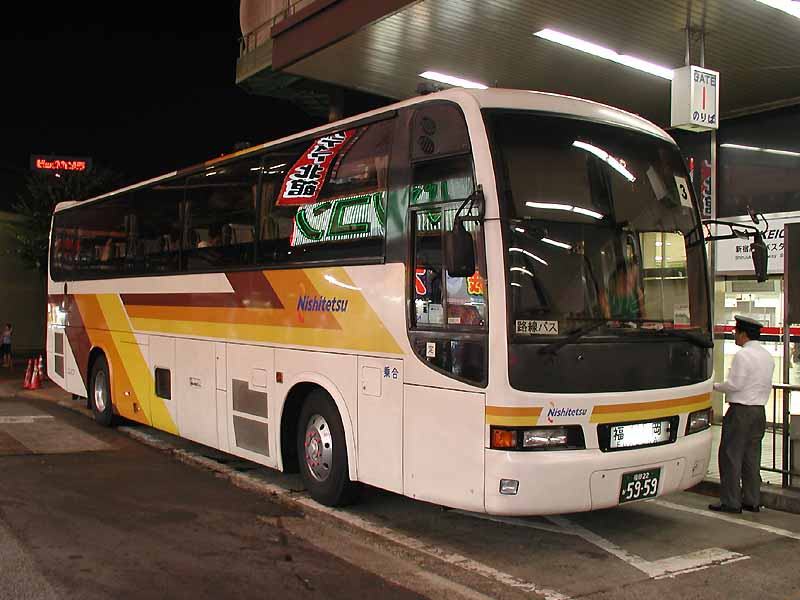
西鉄バス はかた号（ムーンライト号塗色）
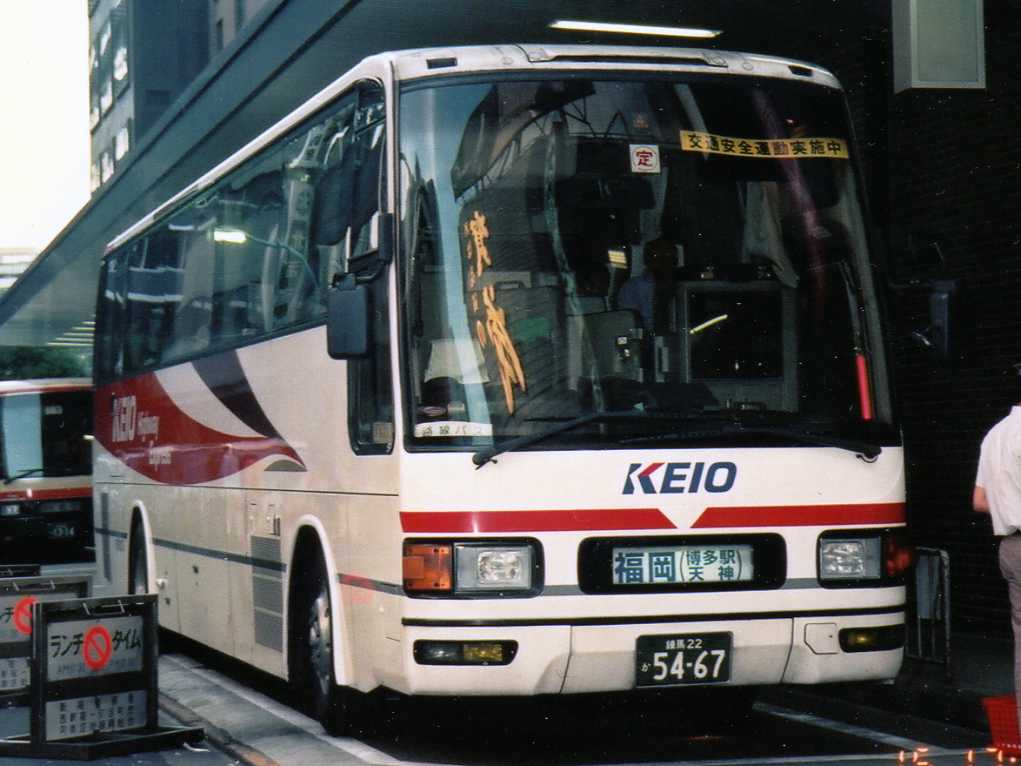
京王帝都電鉄（当時）はかた号

#### 富士急グループ
京王との共同運行路線については#京王電鉄バスグループを参照。
- 新宿 - 甲州市役所・山梨市役所・富士急上阿原車庫 「甲州ワインライナー」 ※土休日のみ運行
- 新宿 - さがみ湖プレジャーフォレスト ※季節運行

#### 国際興業バス
2012年7月13日より国際興業バスが乗り入れ開始。なお同社が新宿駅へ乗り入れるのは「夕陽号」が初めてであった。
- 新宿・東京・秋葉原・上野 - 鶴岡・酒田「夕陽号」（庄内交通と共同運行）
- 新宿・大宮 - 八戸・三沢・野辺地・横浜町・むつ「しもきた号」

#### アルピコグループ

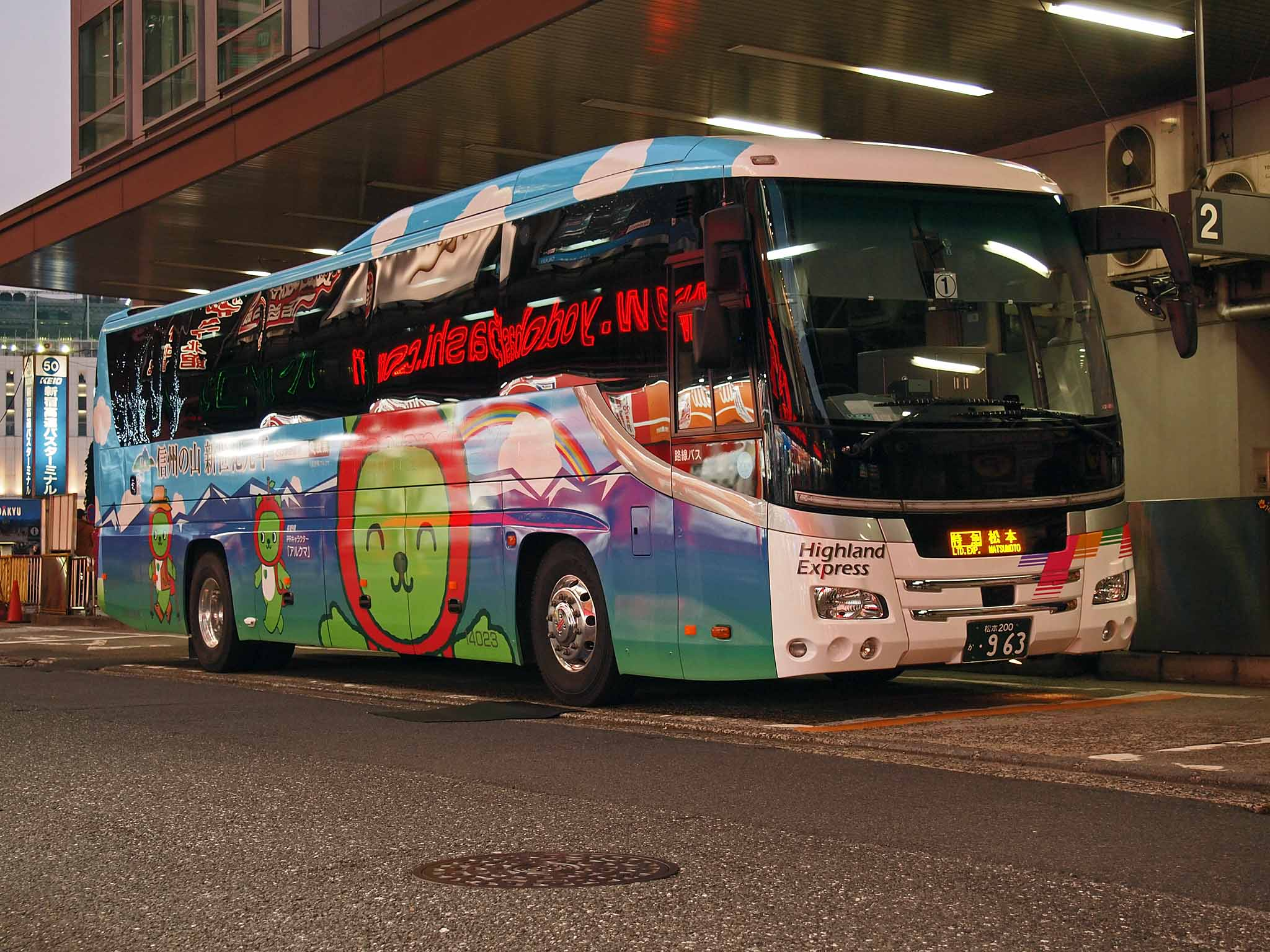
アルピコ交通 松本線（アルクマラッピングバス）

京王との共同運行路線については#京王電鉄バスグループを参照。
ツアーバスとして運行していた「さわやか信州号」が、新高速乗合バス制度の施行に伴い2013年より高速路線化、同時に新宿乗り入れを開始。2015年よりアルピコ交通東京営業所の分社化に伴い、上高地発着路線の運行はアルピコ交通東京へ移管。
- 新宿 - 上高地「さわやか信州号」
  - 4月下旬 - 11月上旬までの季節運行。京王バス東も増発便を運行。

#### 弘南バス
2013年7月16日より弘南バスが乗り入れ開始。
- 東京・新宿 - 青森「津輕号」
- 東京・新宿 - 八戸・七戸十和田・野辺地・青森「えんぶり号」
- 新宿・東京 - 弘前・五所川原「パンダ号」
  - 「津輕号」は元から高速路線バスとして運行していたが、「えんぶり号」「パンダ号」は元はツアーバスであった。新高速乗合バス制度の施行に伴い2013年より高速路線化。

#### 海部観光
2013年8月3日より海部観光が乗り入れ開始。
- 東京・新宿 - 徳島・阿南「マイフローラ・マイリピート」

当初はツアーバスとして運行されていたが、2013年8月の高速乗合バス転換に際し、4往復のうち専用車両が充当される2往復が当バスターミナルに乗り入れ開始した。他の2往復は、旧ツアーバスからの転換路線が多く発着する高速バス西新宿で発着していた。

## バスタ新宿開業前に発着終了した路線

### 京王バス東
- 中央高速バス 下呂温泉線（濃飛乗合自動車と共同運行）
  - 新宿 - 馬篭・中津川営業所・下呂温泉
    - 2004年10月運行開始。2008年7月路線廃止。

### 川中島バス
かつては京王との共同運行路線の他、新宿 - 上山田温泉・屋代間（関越道・上信越道経由）路線を川中島バスが単独で運行していたが、2007年に廃止された。

### 山梨交通
以下の路線を山梨交通が単独で運行していた。
- 中央高速バス 北杜・白州線
  - 新宿 - 韮崎本町・白州
    - 2012年4月からは土日祝日のみの運行となった。その後、2015年2月15日をもって運行を終了した[23]。